# Новояворівськ
Новоя́ворівськ — місто на заході України, у Яворівському районі Львівської області. Найбільше за населенням місто району, адміністративний центр Новояворівської територіальної громади. Розташоване на висоті 300 м над рівнем моря на межі Розточчя і Надсянської низовини у верхів'ях річки Шкло — за 14 км на схід від районного центру Яворів і за 30 км на захід від обласного центру Львів. Сьогодні — найбільше у Яворівському районі і 7-ме за ліком у Львівській області місто з населенням більше 30 тисяч осіб. Входить до Львівської агломерації.
Новояворівськ відносно молоде місто, засноване 1965 р. як робітниче поселення «Янтарне» (з червня 1969 року — смт Новояворівське) біля великих потужностей виробництва сірки, саме тому на його гербі й прапорі видніються три трикутники — геологічне позначення родовищ сірчаної руди. Особливістю Новояворівська є велика густота населення, яка складає більше 15 тис. осіб/км² (для порівняння середня густота населення Львова близько 4 тис. осіб/км²), що пояснюється його забудовою переважно багатоповерховими будинками. Місто має досить добре розвинену інфраструктуру й вигідне економічне розташування.

## Назви
Засноване в 1965 році як селище «Янтарне» (від слова янтар, бурштин); перейменоване у 1969 у селище «Новояворівське»; 20 січня 1986 року отримано статус міста «Новояворівське»; 3 червня 2008 року перейменовано у місто «Новояворівськ». Назва «Новояворівськ» розшифровується як «Новий Яворів».
Залізнична станція у Новояворівську ще з часів заснування до сьогодні носить назву «Янтарна».

## Історія

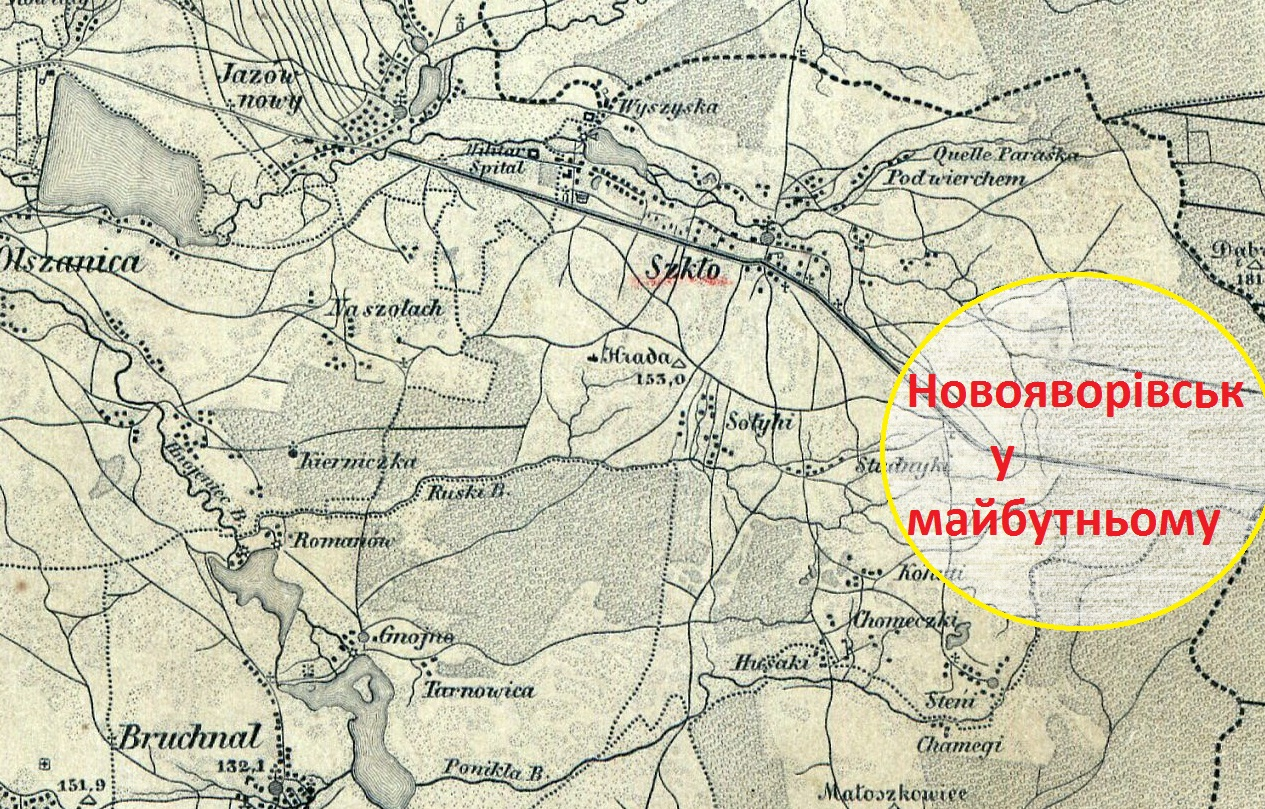
Локалізація майбутнього міста на старій польській карті

Постанова уряду СРСР «Про розширення виробництва сірки в Західній Україні» поклало початок розробці Яворівського та Немирівського родовищ сірки та будівництву гірничо-хімічного комбінату (ГХК). Це зумовило проектування та будівництво нового поселення для робітників сірчаної промисловості. Вибір місця його розташування узгоджено з вибором ділянки для будівництва ГХК з усім комплексом основних і супутніх промислових підприємств.
Завдання на проектування житлового поселення «Сєрний» (потім цю назву змінено на «Янтарне») для Яворівського ГХК (ЯДГХП «Сірка») керівництво хімічної промисловості СРСР і Львівського економічного району доручили «КиївНДІП містобудування» Держбуду СРСР 22 квітня 1964. Спеціалісти Держгірхімпроекту розглядали два варіанти розміщення комбінату: «західний», за яким ГХК мав розміститися західніше кар'єру (див. Яворівський кар'єр), у напрямку міста Яворів, і «східний» — з розміщенням комбінату на схід від покладів сірки.
Після техніко-економічних розроблень обох варіантів, їх порівняння та розгляду передпроектних матеріалів Держбудом СРСР у січні 1965 року ухвалили рішення про доцільність будівництва ГХК біля східного краю родовища. Вибір «східного» варіанту зумовив доцільність вибору місця розселення робітників теж зі східного боку кар'єра із забезпеченням санітарно-гігієнічних розривів. Поселення заклали на відстані 5 км на південний схід від промислової зони сірчаного комбінату. Фактично будівництво міста розпочалось 1970 року.
У червні 1969 року, коли селищу «Янтарне» присвоїли назву «Новояворівське», тут проживало 1019 мешканців. На початку 1970 р. збудували першу середню школу, розраховану на 1280 учнів, згодом — Палац культури «Кристал» із актовим залом на 800 місць, лекційним залом і бібліотекою.
20 січня 1986 селище отримало статус міста.
У 2008 постановою Верховної Ради України Новояворівське перейменовано на місто Новояворівськ.
23 вересня 2008 року Верховної Ради України прийняла постанову № 578-VI, за якою в межі міста включено 757,2 га земель, які перебувають у віданні Новояворівської міської ради, та затверджено загальну площу міста — 974,9 га. Встановлено нові межі міста.
В липні 2015 року Новояворівськ відсвяткував своє 50-ти річчя від дня заснування. За весь цей час було збудовано понад 420 тис. м² житла (8 378 квартир), 3 середні школи на понад 5 тис. учнів, навчально-виховний комплекс Новояворівський НВК «ЗОШ ІІ ст. — ліцей», 2 початкові школи на 760 учнів, 9 дитячих садків (5 із них зараз діють), школу мистецтв на 460 учнів, міжшкільний навчально-виробничий комбінат на 960 учнів, професійний ліцей (до 1 лютого 2004 р. — ПТУ) на 1200 учнів (за проектом, зараз навчаються 830—860), лікарняний комплекс з поліклінікою на 500 відвідувачів, лікарню на 300 місць. 1984 року завершено будівництво Палацу культури «Кристал» із великою залою на 720 місць і актовою залою на 250 місць, танцювальною залою, буфетом-кафе, виставковою залою, бібліотекою, хореографічним класом тощо.

## Населення

### Національний склад
Розподіл населення за національністю за даними перепису 2001 року:
| Національність  | Відсоток |
| --------------- | -------- |
| українці        | 97,46%   |
| росіяни         | 2,03%    |
| білоруси        | 0,12%    |
| поляки          | 0,11%    |
| інші/не вказали | 0,28%    |

### Мовний склад
Розподіл населення за рідною мовою за даними перепису 2001 року:
| Мова            | Кількість | Відсоток |
| --------------- | --------- | -------- |
| українська      | 25898     | 97.92%   |
| російська       | 497       | 1.88%    |
| білоруська      | 13        | 0.05%    |
| румунська       | 11        | 0.04%    |
| вірменська      | 8         | 0.03%    |
| польська        | 5         | 0.02%    |
| болгарська      | 2         | 0.01%    |
| німецька        | 2         | 0.01%    |
| інші/не вказали | 12        | 0.04%    |
| Усього          | 26448     | 100%     |

## Устрій

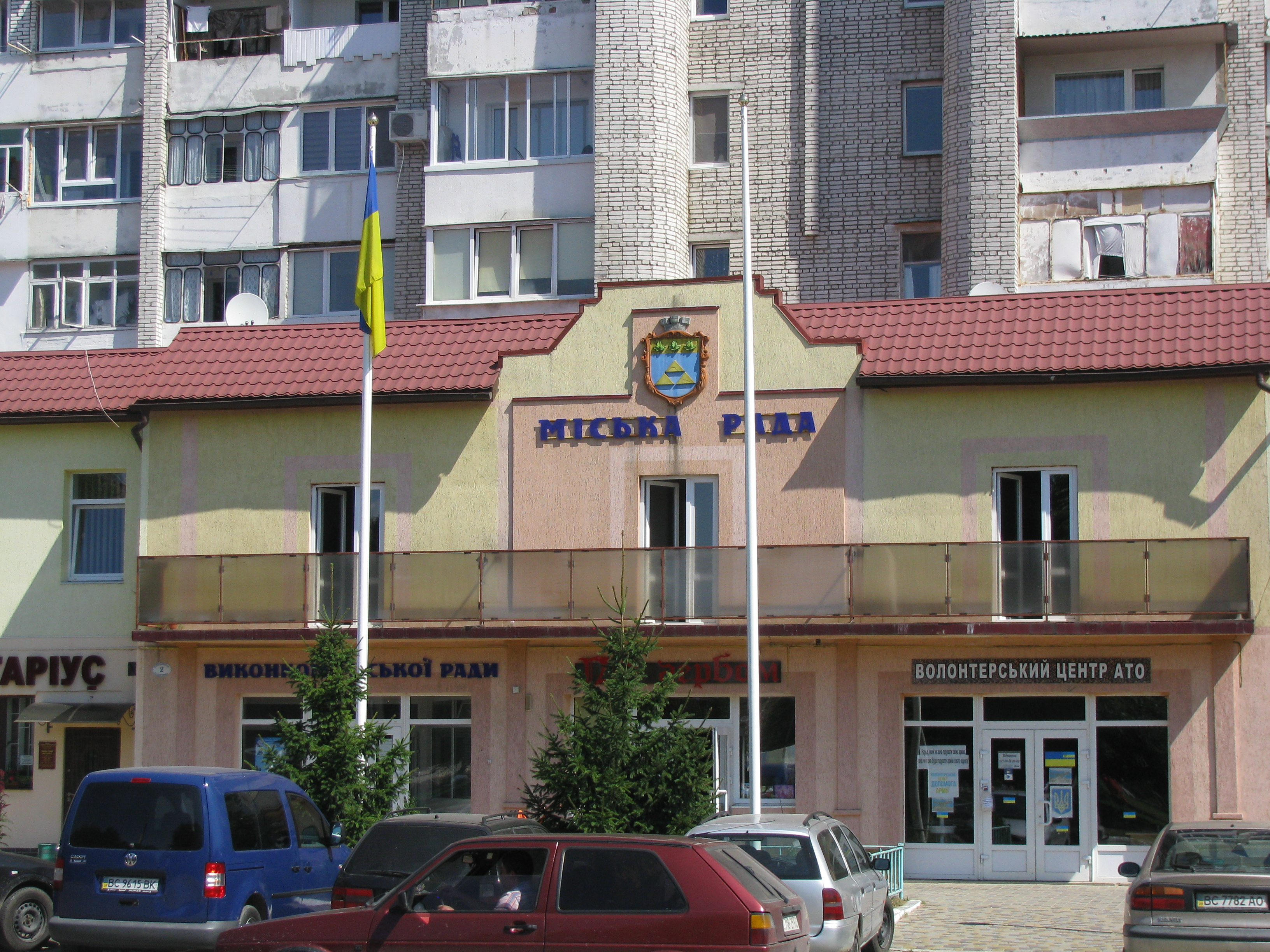
Новояворівська міська рада (2016)

До складу Новояворівської міської ради входять 36 депутатів та голова. Поточним міським головою є Мацелюх Володимир Ярославович. У підпорядкуванні Новояворівської міської ради крім самого Новояворівська перебувають також смт. Шкло та 20 сіл, що входять до Новояворівської міської територіальної громади.
У місті діє Новояворівське міське відділення поліції, яке підпорядковується Яворівському РВ ГУМВС України у Львівській області.

## Економіка

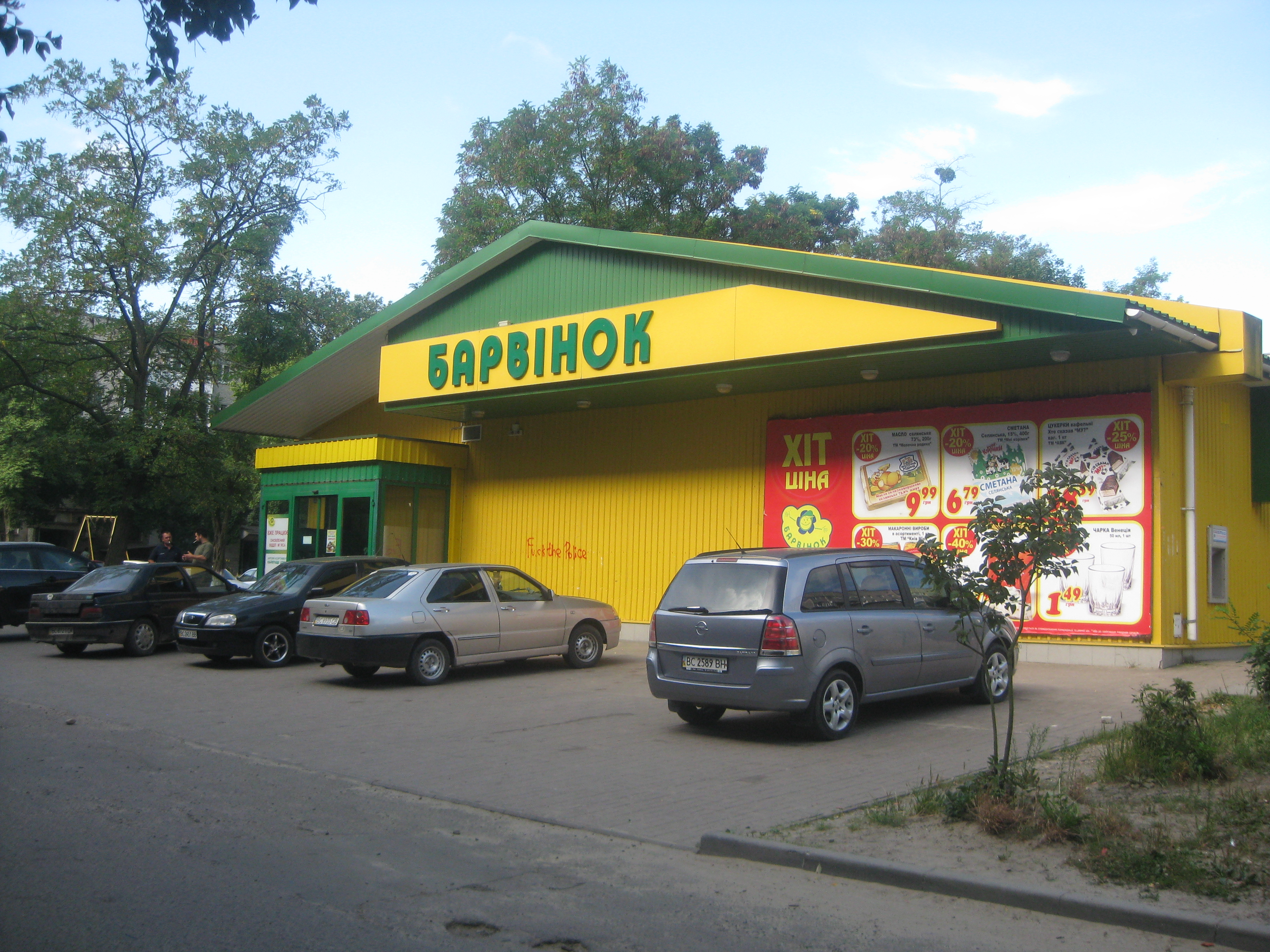
Магазин «Барвінок» в Новояворівську (2013), тепер АТБ-Маркет

На сьогодні Новояворівськ — місто з розвинутою обробною промисловістю, установами та підприємствами обслуговування, інженерною інфраструктурою. У місті мешкають 14 тис. фахових працівників, середній вік яких — 25,2 років. Економічну основу міста становлять до 60 підприємств, спеціалізованих на виробництві будівельних матеріалів, харчових продуктів, одягу, будівництві, пошитті та ремонті взуття, наданні послуг населенню.[джерело?]
У місті діє один ринок, численні магазини (серед них мережі «АТБ» та «Рукавичка»), кілька невеликих торгових центрів, два мотелі та чотири АЗС. Відділеннями представлені такі банки як Ощадбанк, ПриватБанк, Райффайзен Аваль та банк «Львів». Діють відділення поштових підприємств Укрпошта, Нова пошта, Міст Експрес, Ін Тайм та операторів зв'язку Київстар, Vodafone Україна.
Основні промислові підприємства:
- ТОВ «Нафтогаз Тепло» — оператор Новояворівської ТЕЦ
- ТОВ «Йоха-Україна» — трикотажні вироби
- Фабрика «Євростиль» — швейна продукція
- ТОВ «Бейкер-Україна» — вафельна продукція
- ТОВ «Перфект» — латексні вироби
- ПП «Обрій» — бетонні вироби
- ТзОВ «Яворівбуд» — будівництво, ремонт
- ТзОВ «Балмікс» — будівництво, ремонт
- ПП «Шенгофер і К» — автобусні перевезення
- ТОВ «Бетоніка» — бетонні вироби

Комунальні послуги надають такі підприємства як «Новояворівськжитло», «Новояворівськліфт», «Новояворівськводоканал» та «Нафтогаз Тепло». Місцевими інтернет-провайдерами є NeoNet та SkyNet.

## Транспорт
В місті розташована залізнична станція Янтарна Львівської залізниці та автостанція «Новояворівськ».
Поруч із містом проходить автотраса державного значення Львів – Яворів (автодорога М10 Львів — Івано-Франкове — Краковець — на Краків).

## Освіта

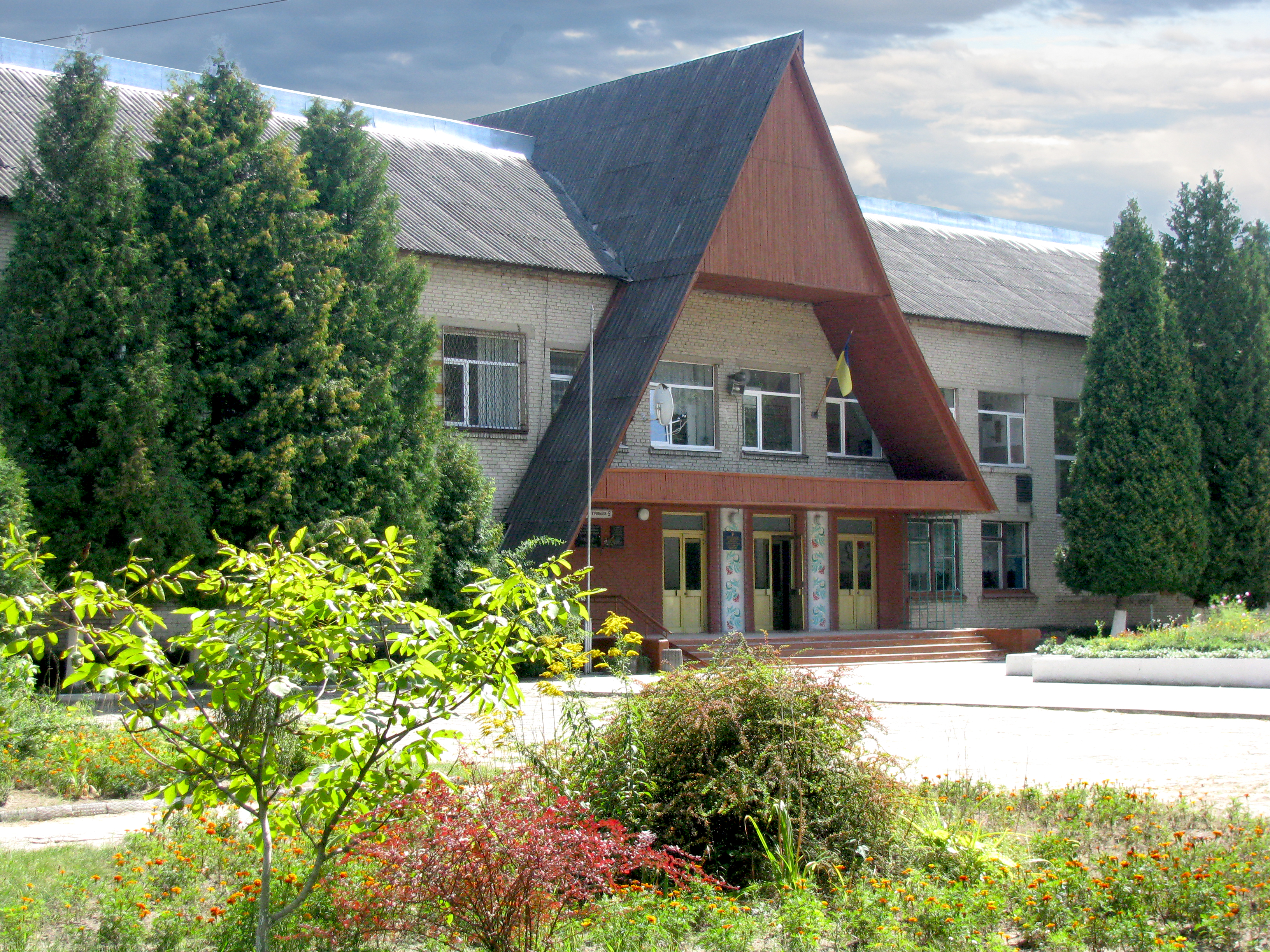
Загальноосвітня школа І-ІІІ ступенів №1
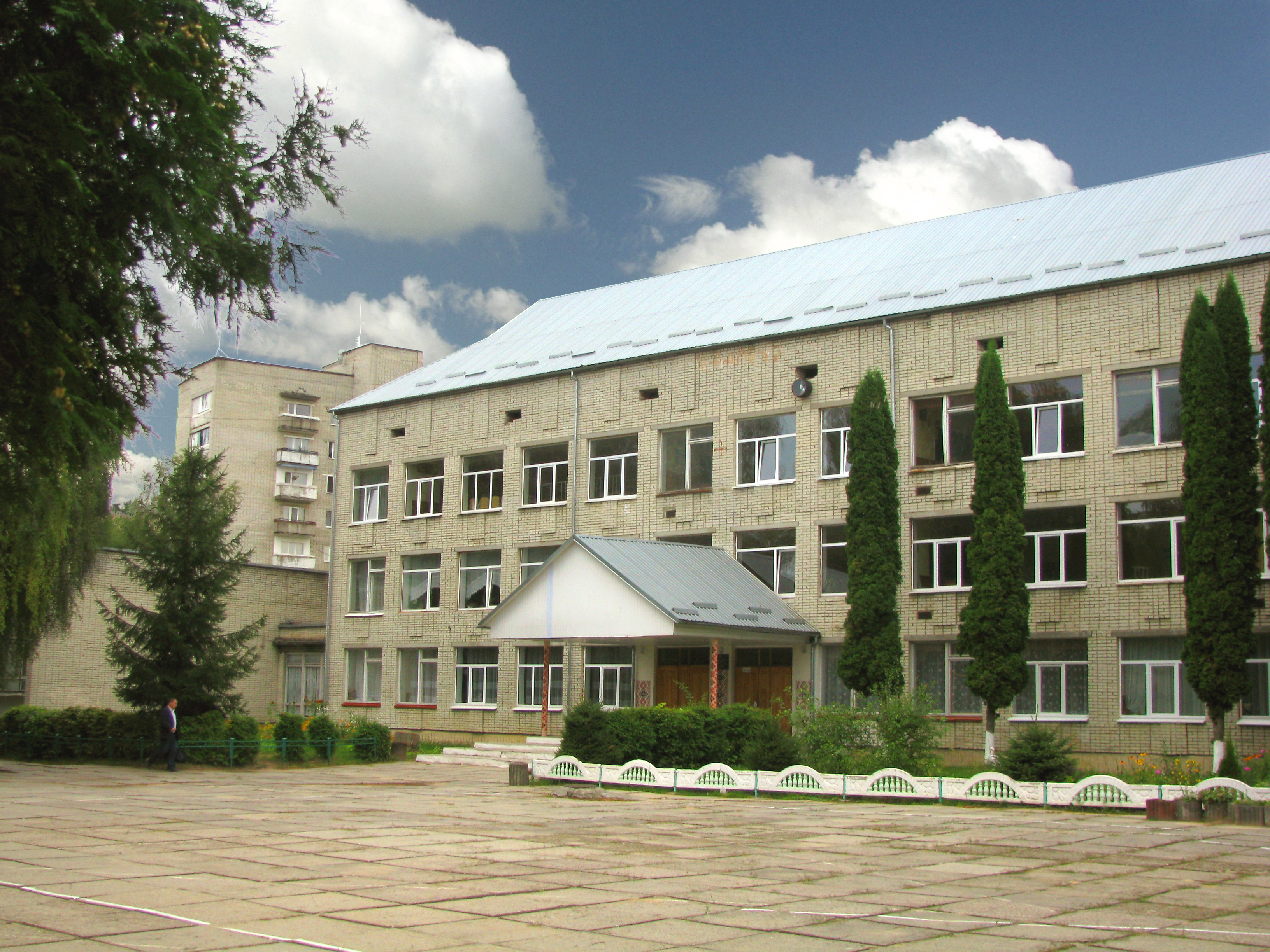
Загальноосвітня школа І-ІІІ ступенів №2
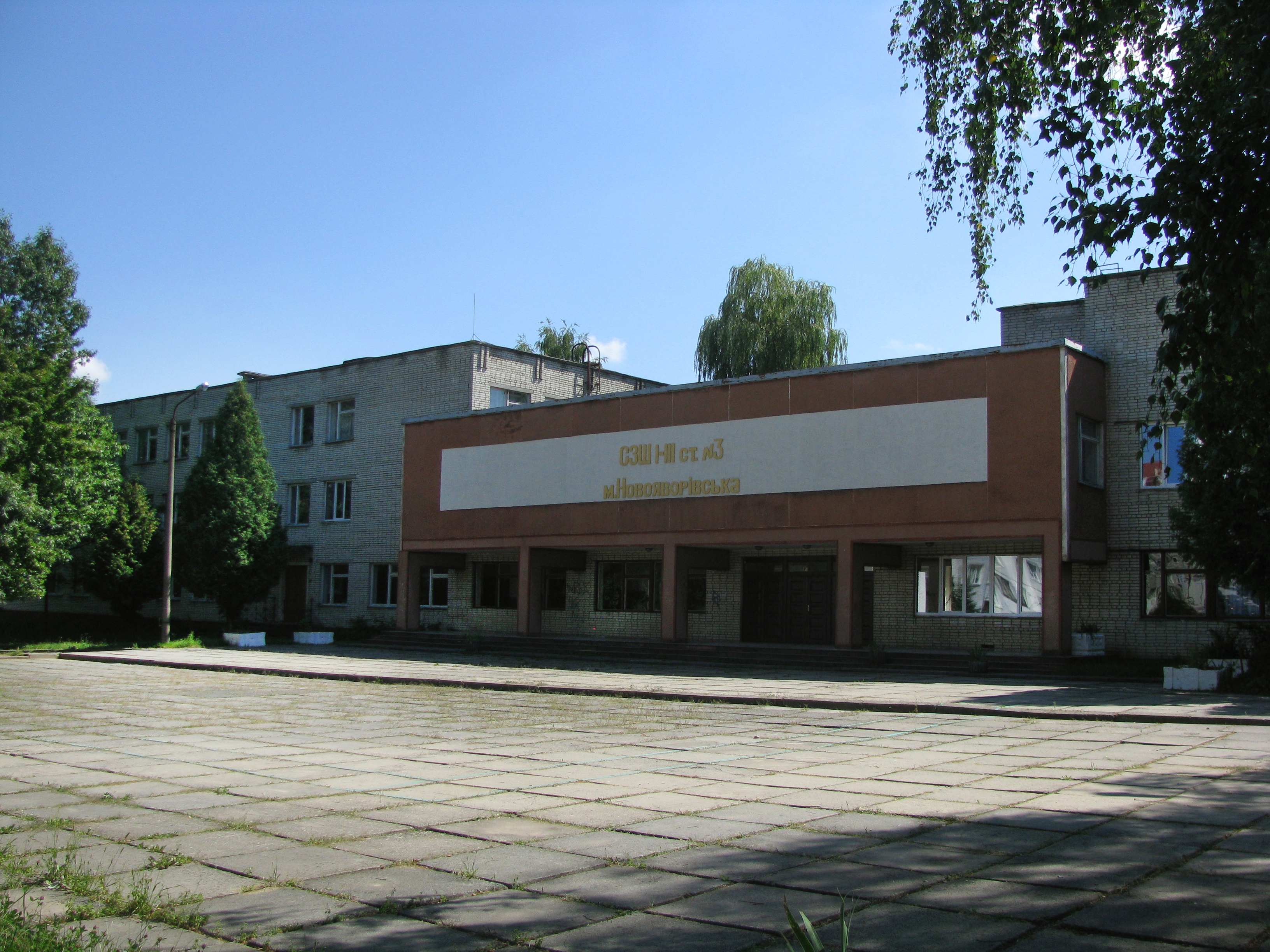
Загальноосвітня школа І-ІІІ ступенів №3
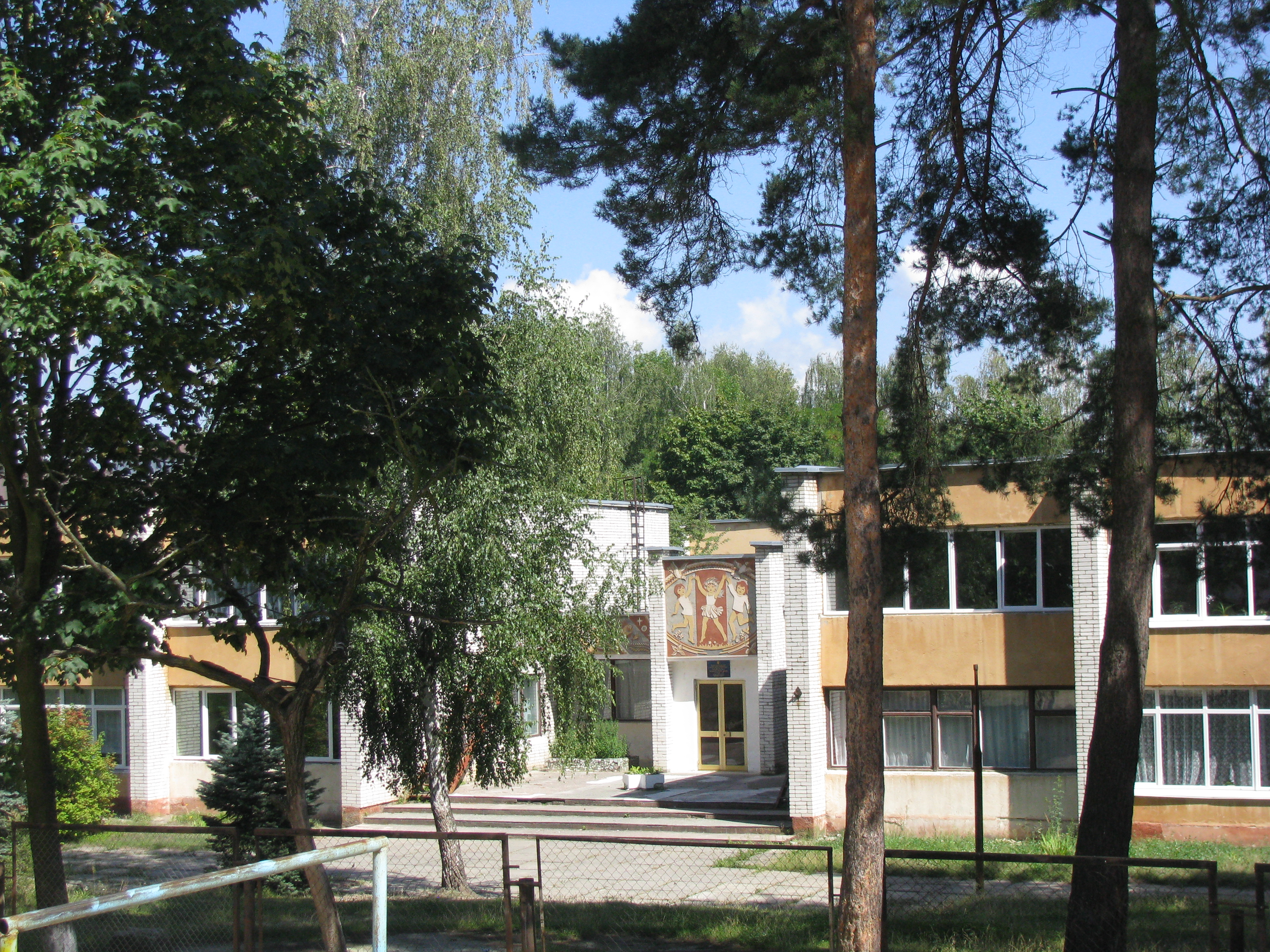
Загальноосвітня школа І-го ступеня №2
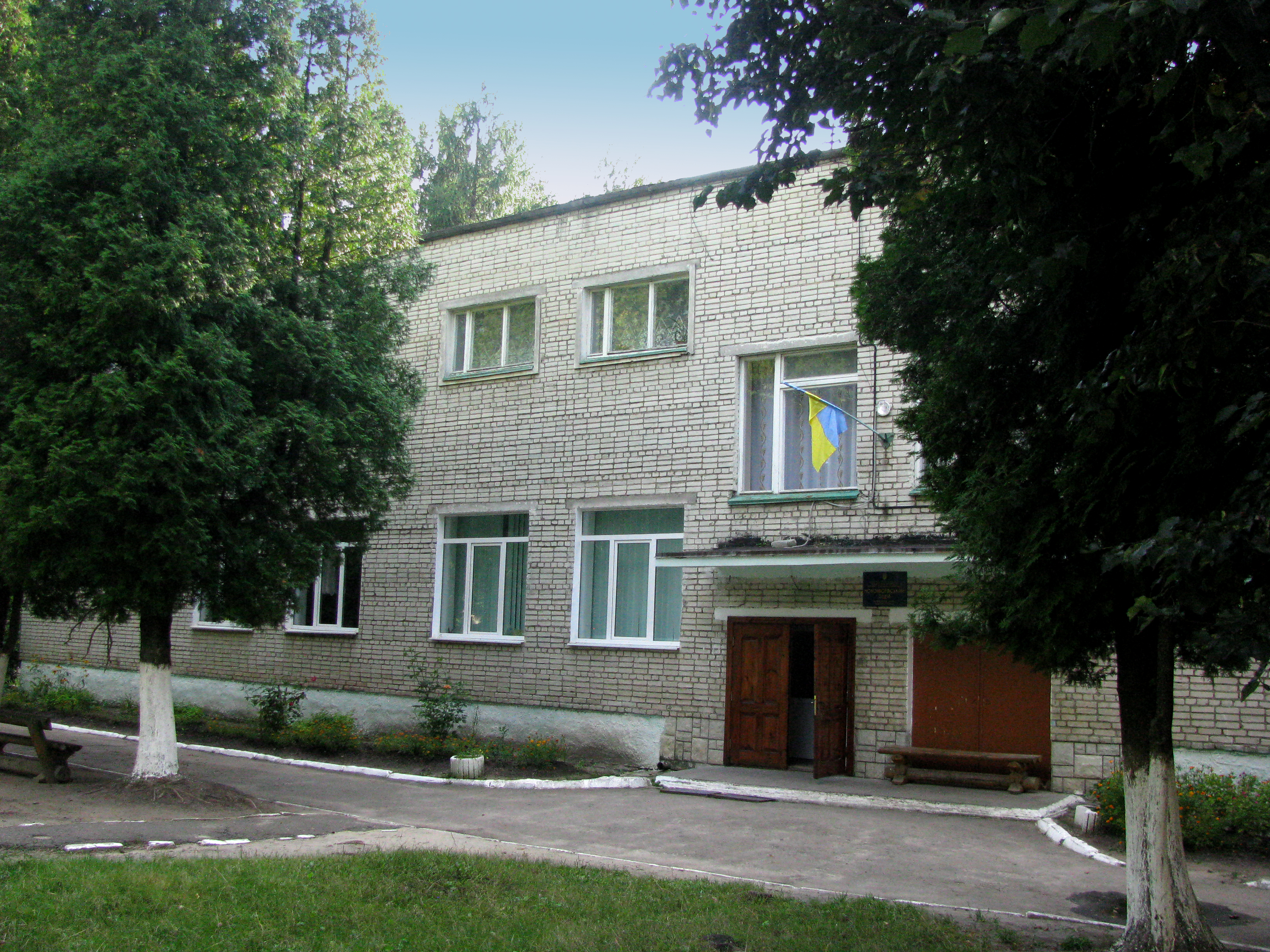
Новояворівський ліцей
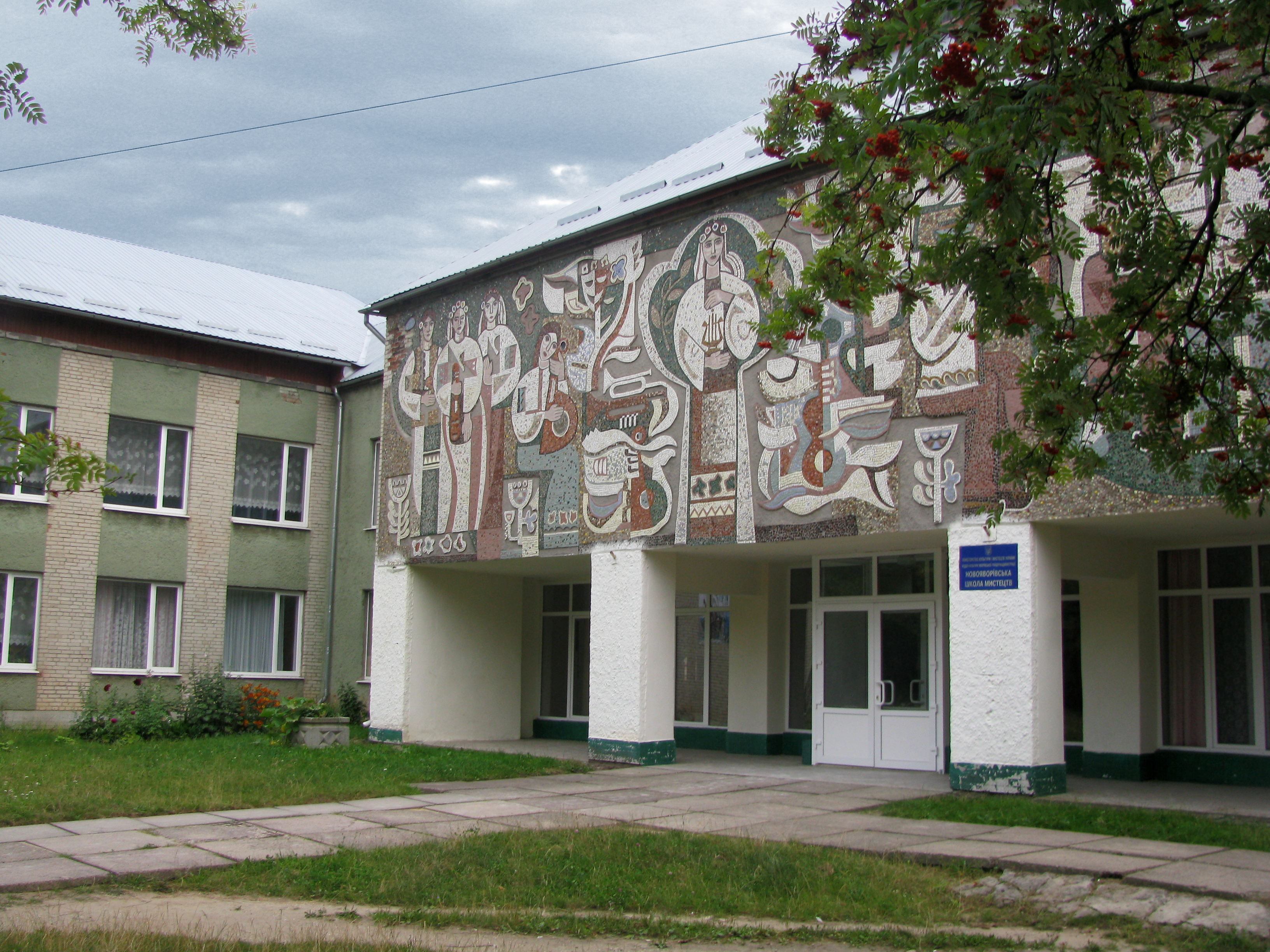
Школа мистецтв

### Загальноосвітня школа І-ІІІ ступенів №1
Школа збудована в 1969 році.

Адреса школи: вул. Січових Стрільців, 9, м. Новояворівськ, Львівська область

Кулагіна Леся Миколаївна, директор школи з 2001 року.

В школі навчались:
- Віталій Коцюба — Герой України, активіст Євромайдану, Герой Небесної сотні.
- Роман Варениця — Герой України, активіст Євромайдану, Герой Небесної Сотні.
- Сергій Карабін — український військовик, учасник війни на сході України, вояк 81-ї окремої аеромобільної бригади. Загинув 30 січня 2015 р. під час виконання бойового завдання поблизу с. Водяне Донецької області. Лицар ордену «За мужність» III ступеня. (посмертно).[13]
- Андрі́й Ві́кторович Кузьме́нко —— український співак, письменник, телеведучий, продюсер, актор. Лідер гурту «Скрябін»

### Загальноосвітня школа І-ІІІ ступенів №2
Школа була збудована в 1978 році, але заняття в ній розпочались з січня 1979 року.
В 1978 році отримала статус російсько — української. З проголошенням Незалежності України школа набула статусу україномовної. 
Адреса школи: вул. Січових Стрільців 7, Новояворівськ, Львівська область.
Директор школи — Вань Ганна Никанорівна.

### Загальноосвітня школа І-ІІІ ступенів №3
Школа функціонує з 1 вересня 1985 року.
Адреса школи: вул. Романа Шухевича 5, Новояворівськ, Львівська область.
Директор школи — Гірка Володимир Миколайович.
Школа тісно співпрацює з гімназією № 1 м. Радлін, Сілезького воєводства.
При школі працює команда хокеїстів клубу «Галичина» (молодша вікова група) Чемпіони України 2013 р.
Команда КВК школи «КАЗУС» –– переможець дитячого інтелектуально-розважального конкурсу «Піраміда» серед Новояворівських шкіл в 2015 році.

### Новояворівський ліцей
|  | Керуючись постановою Кабінету Міністрів України, витяг від 05.04.1994 року № 228 «Про порядок створення, реорганізації, ліквідації навчально-виховних закладів», затвердженим постановою Кабінету Міністрів України від 19.08.1998 року та з метою надання учням шкіл району можливості для реалізації їх індивідуальних творчих здібностей і забезпечення ґрунтовної підготовки з фізико-математичного, хіміко-біологічного та іноземної філології профілів. 1. Відкрити з 01.09.1998 року у м. Новояворівську ліцей на базі приміщень початкової школи №1. 2. Відділу освіти розробити і затвердити Статут і Концепцію ліцею. Укласти угоди з Львівським державним університетом «Львівська політехніка» та Львівським медичним коледжем про співпрацю. 3. До 10 серпня 1998 року провести набір учнів до ліцею на основі тестування та організувати підбір педагогічних кадрів на конкурсній основі... |

У 2017 році, за результатами Зовнішнього незалежного оцінювання випускників, Новояворівський ліцей увійшов в трійку найкращих шкіл Львівської області.

### Міжшкільний навчально-виробничий комбінат
Новояворівський міжшкільний навчально-виробничий комбінат є державним професійним навчально-виховним закладом, який входить в систему безперервної загальної середньої освіти школярів 10—11-х класів, здійснює допрофесійну та професійну підготовку учнів відповідно до наявної навчально-матеріальної бази, педагогічних кадрів, навчально-методичного забезпечення. Проводить професійне консультування учнівської молоді, забезпечує реалізацію потреб особистості в здобутті професійно-технічної освіти відповідно до інтересів, здібностей, наявних умов, соціального замовлення держави, відділень центру зайнятості.
МНВК створений в 1979 році згідно рішення виконкому Яворівської районної Ради депутатів трудящих від 30.06.1979 № 203 на виконання постанови Ради Міністрів СРСР з метою підготовки учнів 9-10 класів до праці і свідомого вибору професії. Комбінат було розміщено на базі шкільних майстерень Новояворівської СШ № 2. За МНВК були закріплені базові підприємства, з яких для педагогічної роботи були направлені висококваліфіковані працівники.
В 1987 році навчально-виробничий комбінат отримав нове приміщення, яке було побудоване за типовим проектом потужністю 360 учнівських місць в день.
Майно комбінату є комунальною власністю Новояворівської міської Ради та підпорядковується відділу освіти Яворівської райдержадміністрації.
Комбінат знаходиться на самостійному балансі, має рахунки в банках та є юридичною особою. Територія загальною площею 2,8218 га (1,6 га автодром) надана комбінату в постійне користування. Загальна площа приміщень становить 4026 м2, навчальна площа — 3180 м2. Учні базових шкіл (сіл — Старичі, Вербляни, Завадів, Бердихів, Смолин, Кам'янобрід, Велике Поле, Нагачів, Наконечне-І, селищ Шкло, Івано-Франкове та міста Новояворівськ ЗСШ І—ІІІ ступенів № 1, № 2, № 3, НВК СЗШ ІІ ст. — ліцей) один день в тиждень, згідно розкладу занять, протягом двох років навчаються в МНВК. Організовано чотири потоки (паралелі) з одночасним перебуванням в МНВК 160—190 учнів.
Адреса міжшкільного навчально-виробничого комбінаткомбінату: вул. Залізнична 2, м. Новояворівськ, Львівська обл.
Директор — Бач Богдан Франкович

### Вище професійне училище
Новояворівське вище професійне училище є державним професійно-технічним навчальним закладом, який забезпечує здобуття професійно-технічної освіти, оволодіння робітничими спеціальностями, кваліфікацією відповідно до інтересів, здібностей, стану здоров'я та соціального замовлення суспільства та держави.
Навчальний заклад проводить підготовку робітничих кадрів відповідно до замовлення роботодавців: Яворівського ДГХП «Сірка», ВАТ «Яворівбуд», ТзОВ «БАЛМІКС», Новояворівської фабрики «Йоха-Україна», Новояворівської фабрики ВСТ, а також двохсторонніми угодами між підприємством і ліцеєм. Навчальний заклад Шклівське технічне училище № 65 створений 01.10.1980 р. (наказ № 290 від 16.07.1980 р. Львівського обласного управління професійно-технічної освіти) на базі Яворівського виробничого об'єднання «Сірка».
У1982 р. Шклівське технічне училище № 65 реорганізоване в Новояворівське середнє міське професійно-технічне училище № 65 (наказ № 63 від 07.05.1982 р. Львівського обласного управління професійно-технічної освіти). 13.08.1984 р. Новояворівське СМПТУ № 65 реорганізоване в Новояворівське СПТУ № 65 (наказ № 01-1905 від 10.10.1984 р. Львівського обласного управління професійно-технічної освіти). Відповідно до наказу Комітету професійно-технічної освіти Львівської облдержадміністрації № 211 від 13.08.1996 р. з 01.01.1987 р. Новояворівське СПТУ № 65 перейменовано на професійно-технічне училище № 65 м. Новояворівська.
Новояворівський професійний ліцей створений шляхом реорганізації професійно — технічного училища № 65 м. Новояворівська 01.02.2004 р. відповідно до наказу Міністерства освіти і науки України № 784 від 25.11.2003 р. та наказу Комітету професійно-технічної освіти Головного управління освіти і науки Львівської облдержадміністрації № 263 від 01.12.2003 р.
На підставі рішення Державної атестаційної комісії від 11.10.2005 р.протокол № 57 видана ліцензія на право здійснювати підготовку з робітничих професій, перепідготовку і курсову підготовку відповідно до додатку, у якому вказано перелік професій та ліцензований обсяг.
Новояворівський професійний ліцей реорганізований у Державний навчальний заклад «Новояворівське вище професійне училище» відповідно до наказу Міністерства освіти і науки України «Про зміну типу та назви Новояворівського професійного ліцею» від 07.11.2013 р. № 1559.
Новояворівське вище професійне училище у відповідності до ліцензій про надання освітніх послуг, пов'язаних з одержанням професійної освіти на рівні кваліфікаційних вимог до підготовки з робітничих професій, проводить підготовку, професійно-технічне навчання, підвищення кваліфікації, перепідготовку за професіями: «Муляр», «Штукатур», «Маляр», «Лицювальник-плиточник», «Монтажник гіпсокартонних конструкцій», «Столяр будівельний», «Тесляр», «Оператор комп'ютерного набору», «Обліковець з реєстрації бухгалтерських даних», "Водій автотранспортних засобів (категорії «В», «С»), «Слюсар з ремонту автомобілів», «Електрогазозварник», «Електромонтер з ремонту та обслуговування електроустаткування», «Кухар», «Кондитер», «Офіціант», «Бармен», «Токар», «Кравець», «Закрійник», «Продавець продовольчих товарів», «Продавець непродовольчих товарів».
Адреса училища: вул. Шевченка 20, Новояворівськ, Львівська область.
Директор училища — Пахолок Роман Антонович.

## Пам'ятники

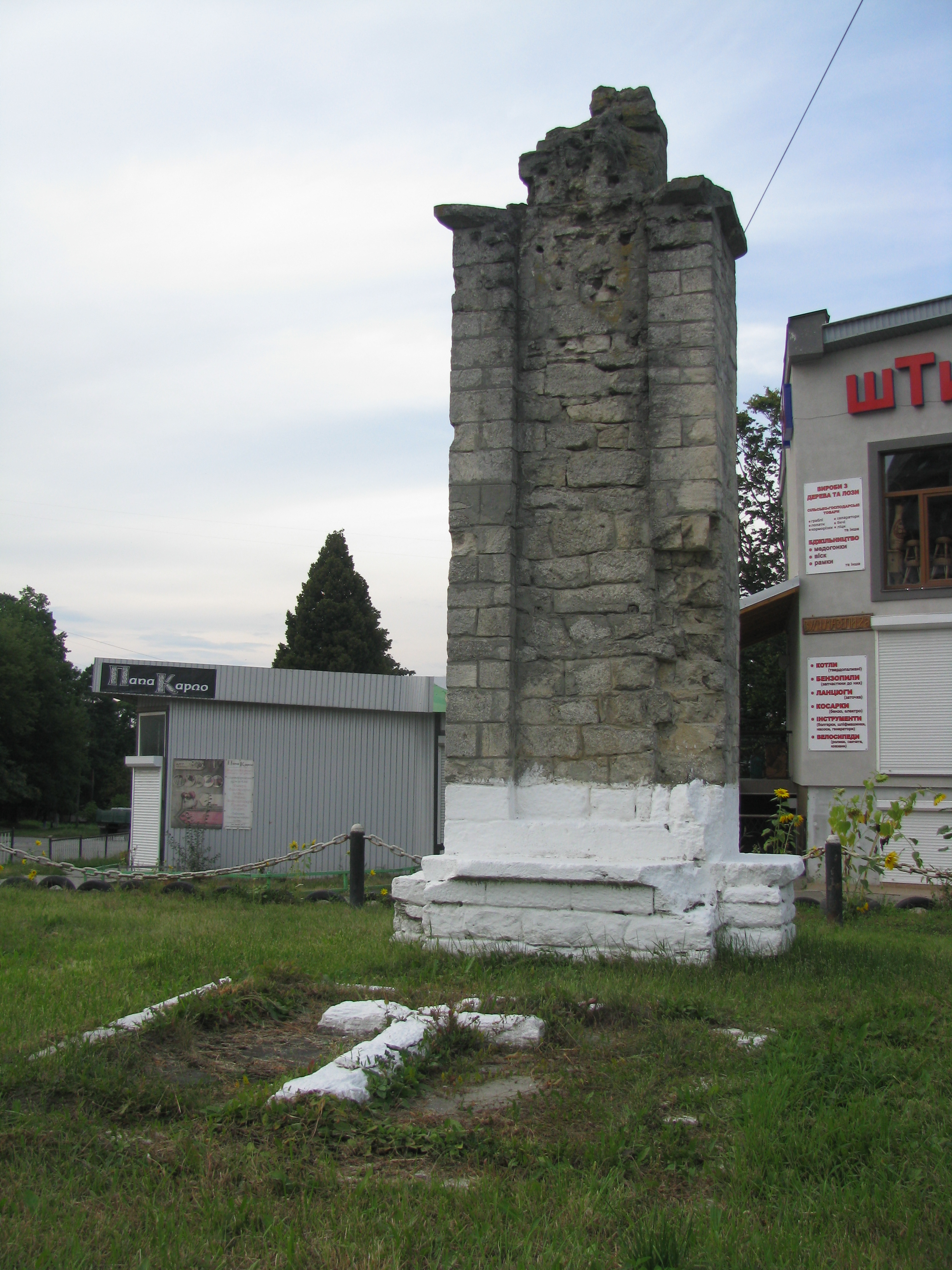
Пам'ятник на могилі "Grób nieznanych żolnierzy[21]" польських солдат, які загинули в часи І-ї польсько-української війни. Був підпалений вандалами в вересні 2023 року.
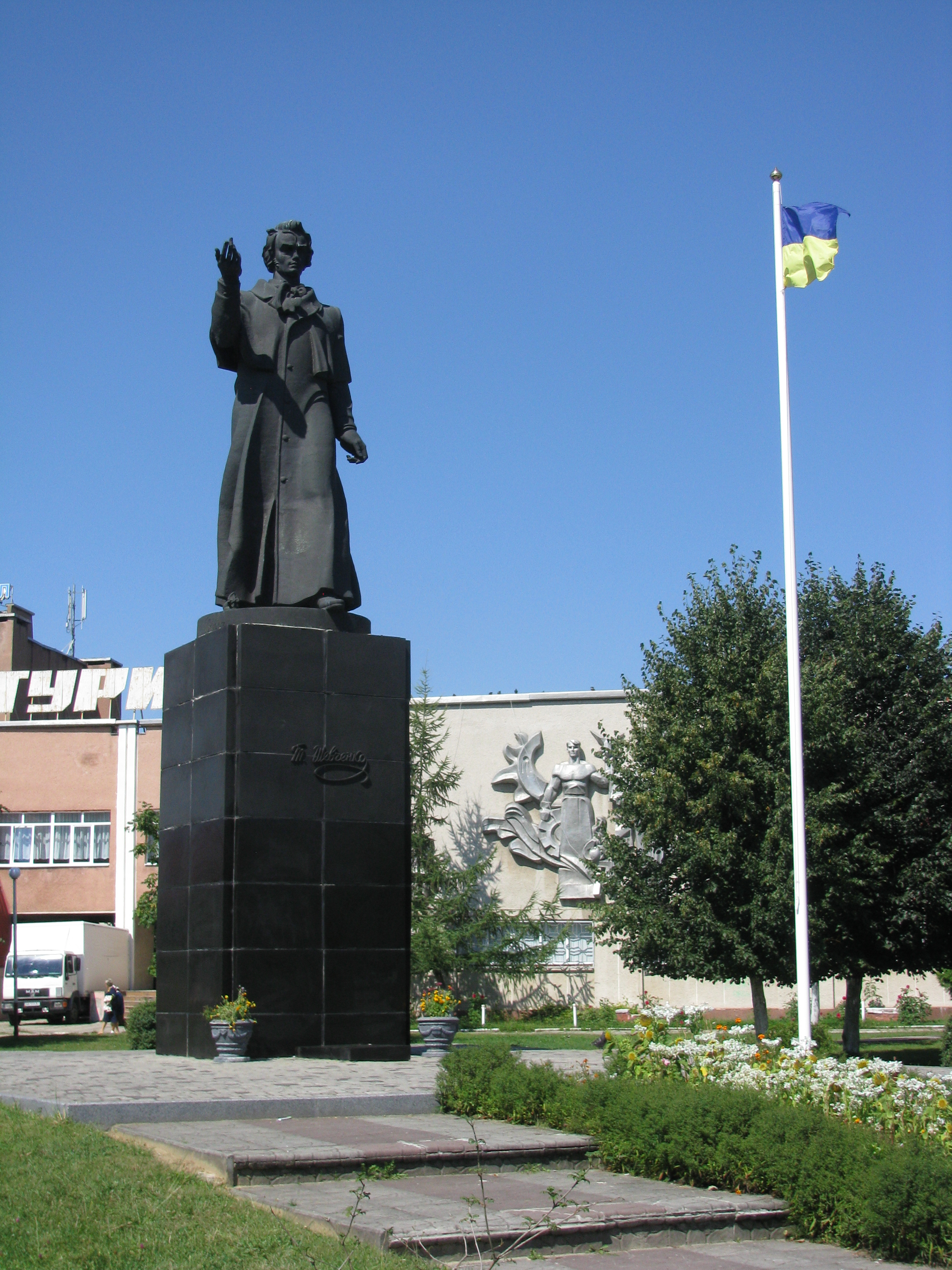
Пам'ятник Т.Г. Шевченку.
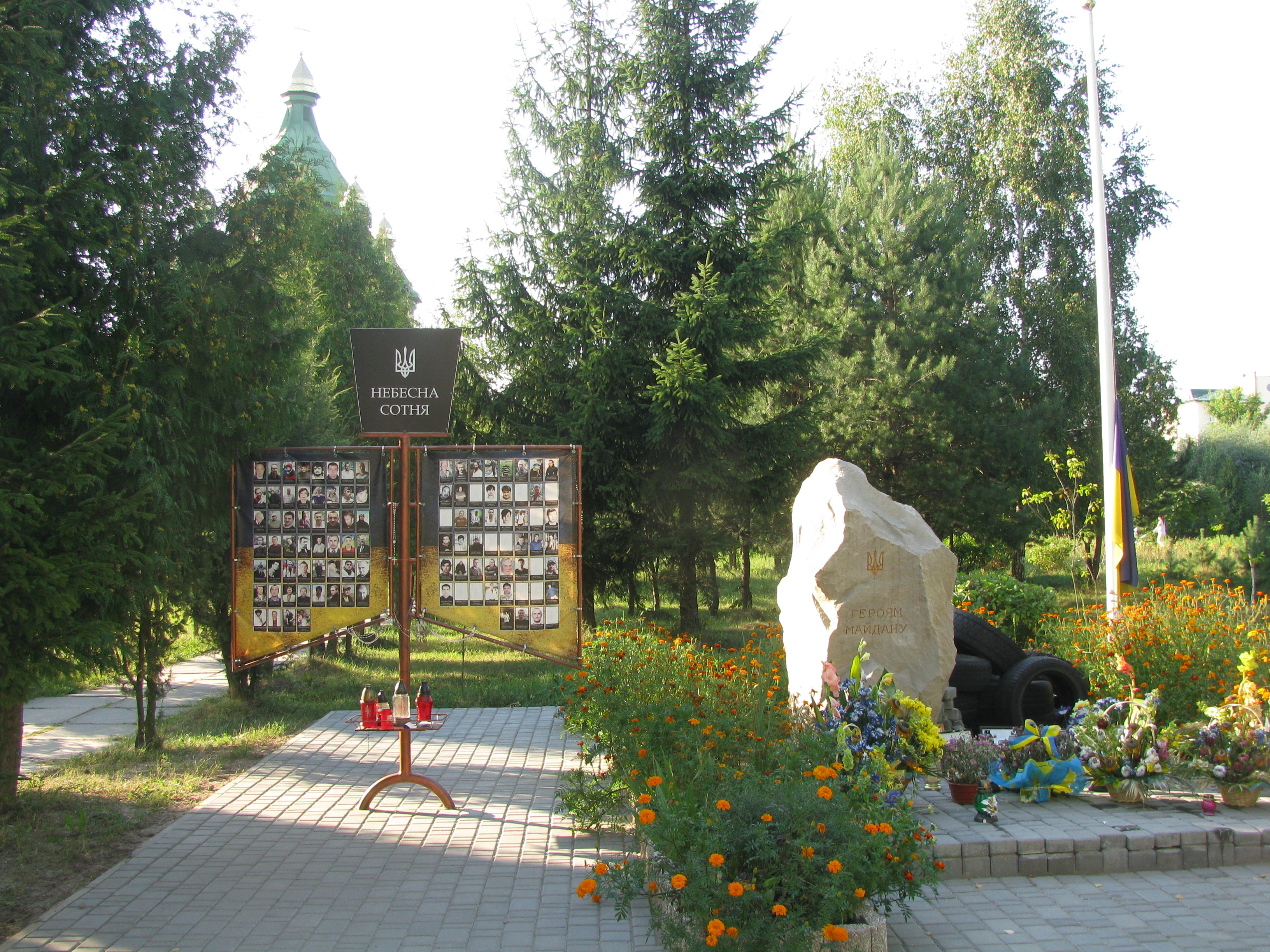
Пам'ятник Небесній Сотні

В 1937 році, задовго до заснування Новояворівська, на могилі невідомих польських солдатів, що загинули під час бойових дій І-ї польсько-української війни на цих теренах поставили пам'ятник. Збереглися свідчення старожилів Яворівщини Івана Рубая, Андрія Ткачука та інших про події, увічнені пам'ятником. Тоді за активної участі уродженця села Бердихів Федора Верещинського в околицях села Старичі було знищено польський окупаційний підрозділ. Під час пацифікації 1930 р. Федора Верещинського закатували польські жандарми у відділку в Прилбичах. Його ім'я було викарбувано на камені надгробного пам'ятника:
|  | …zamordowanych przez Wereszcynkiego… (вбитих Верещинським (пол.)) |

На сьогодні пам'ятник в сильно зруйнованому стані.
12 липня 1997 року, під час святкування 32-ї річниці заснування міста відбулося урочисте відкриття пам'ятника Тарасу Григоровичу Шевченку. Скульптор — Ю. Савко, архітектор — Л. Новосілець. Урочистості відбулися за участю великої кількості членів греко-католицької та православної громад на чолі з парохами, представників громадсько-політичних організацій, міської та районної влади.
24 серпня 1997, у рамках святкування дня незалежності урочисто відкрили пам'ятник Івану Мазепі. Скульптор — Ю. Савко, архітектор — Ю. Жеплинський.

## Культові споруди

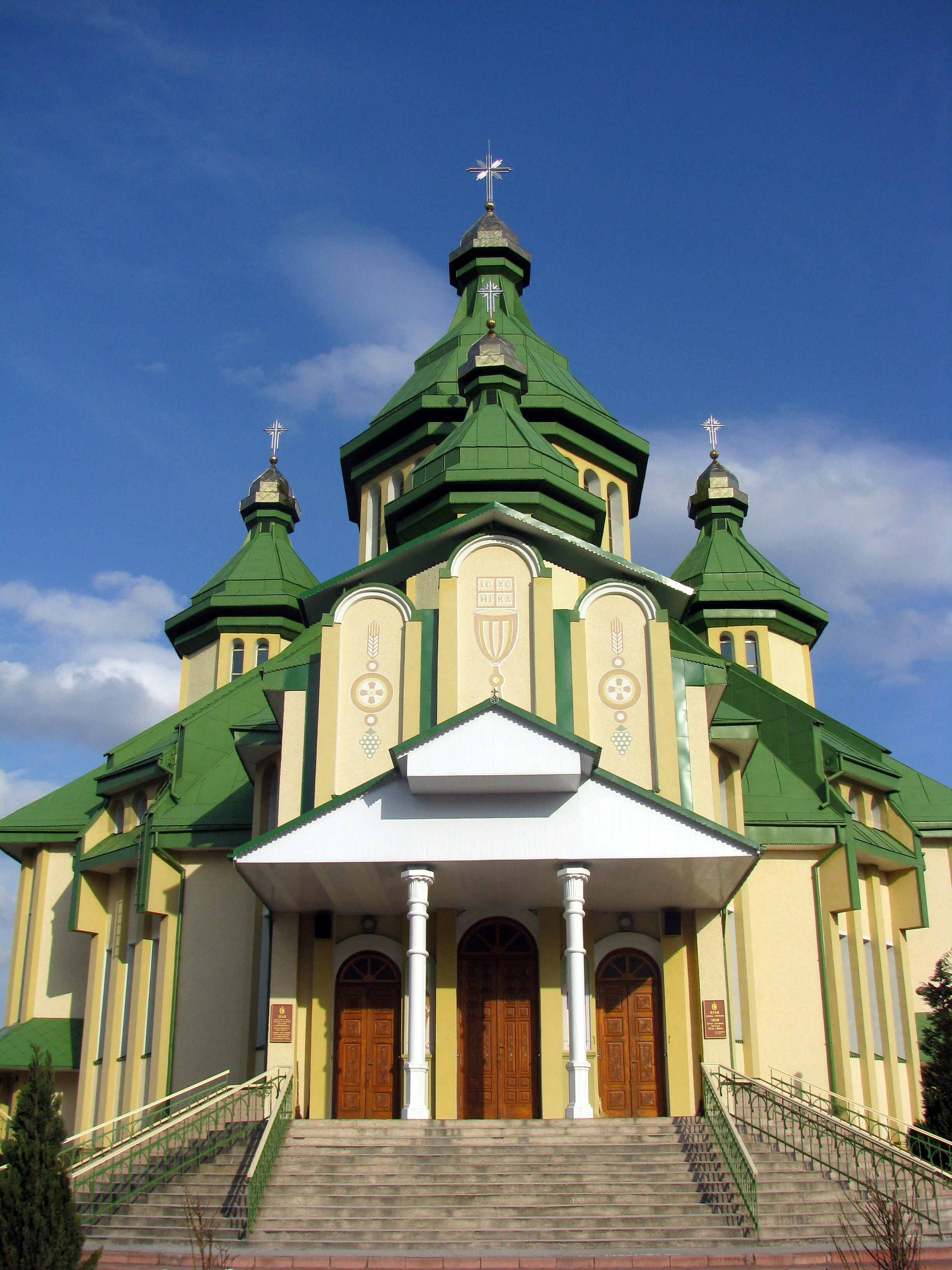
Храм Святих Верховних апостолів Петра і Павла, Львівська архієпархія УГКЦ
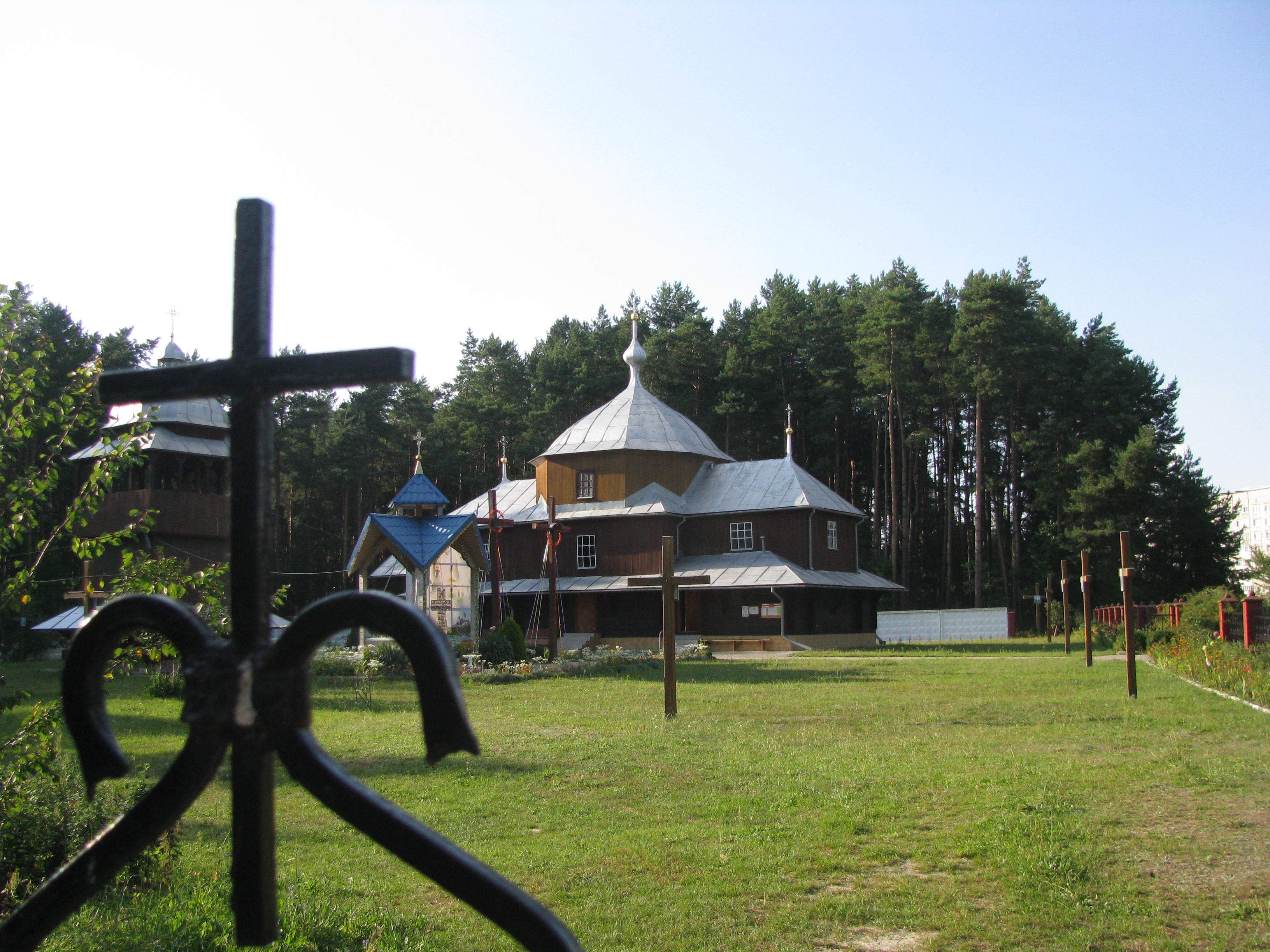
Церква Св.Юра, серпень 2016
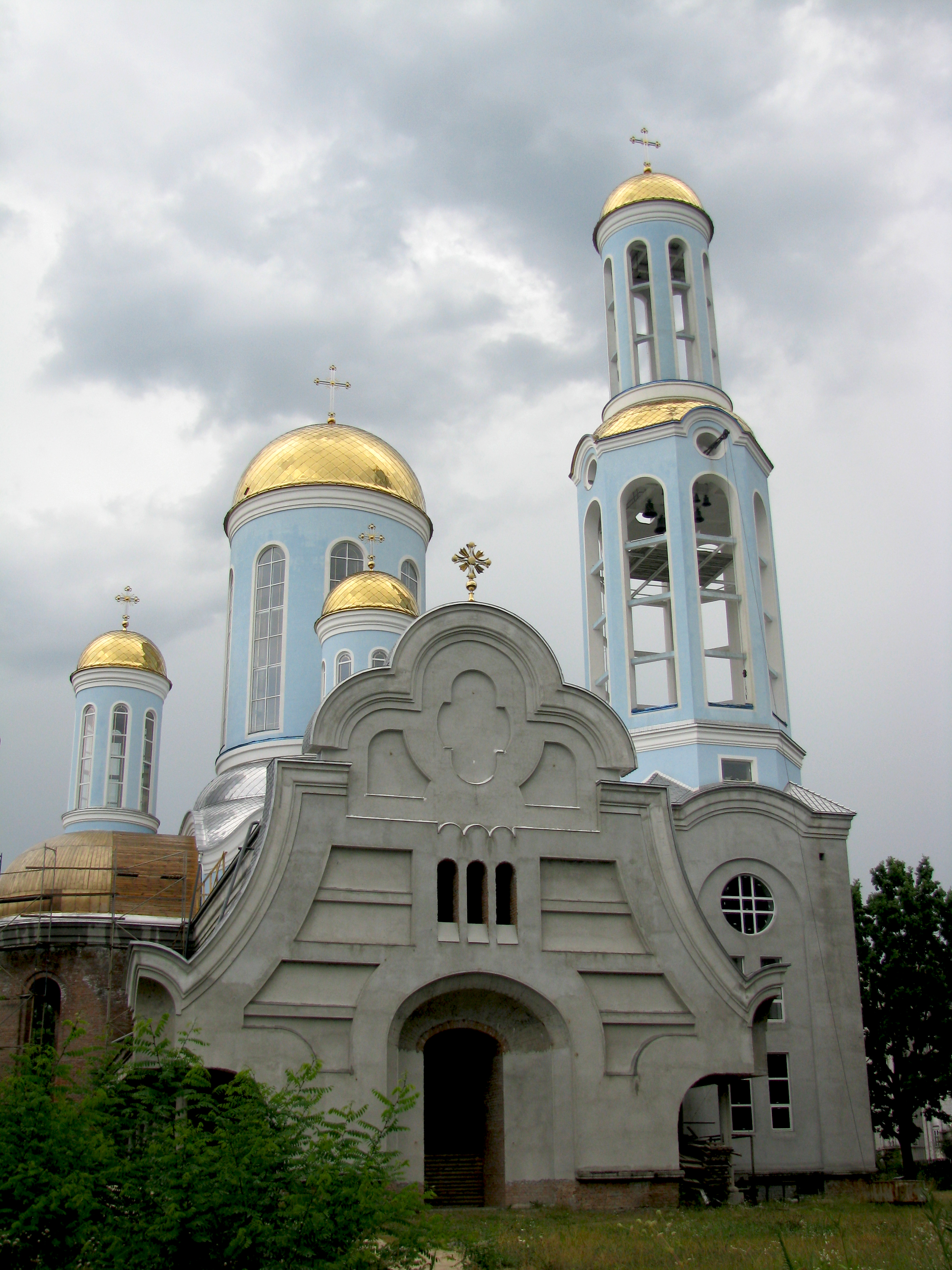
Церква Покрова Богородиці. ПЦУ, серпень 2016
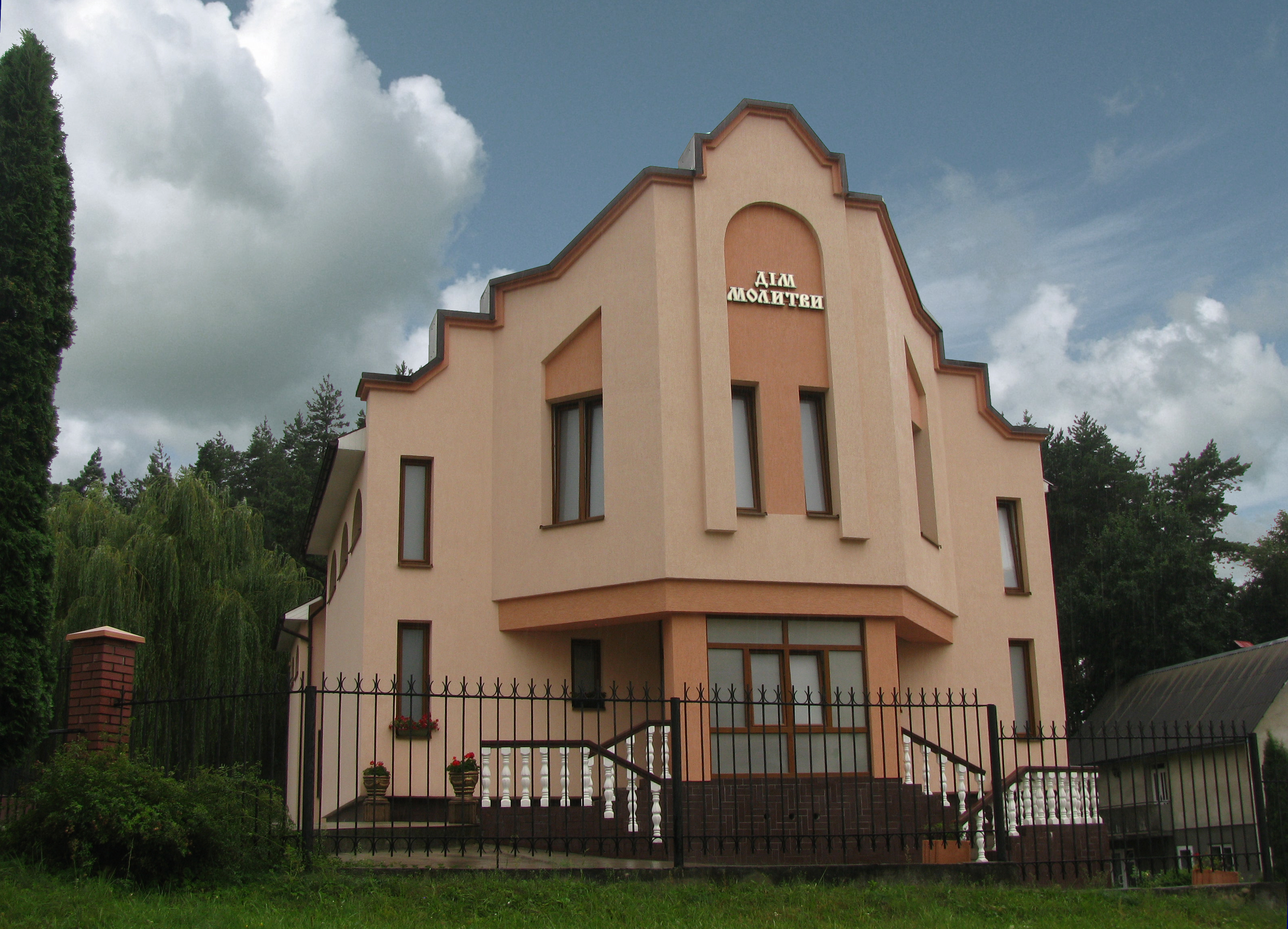
Дім молитви спільноти Церкви християн віри євангельської України, серпень 2016
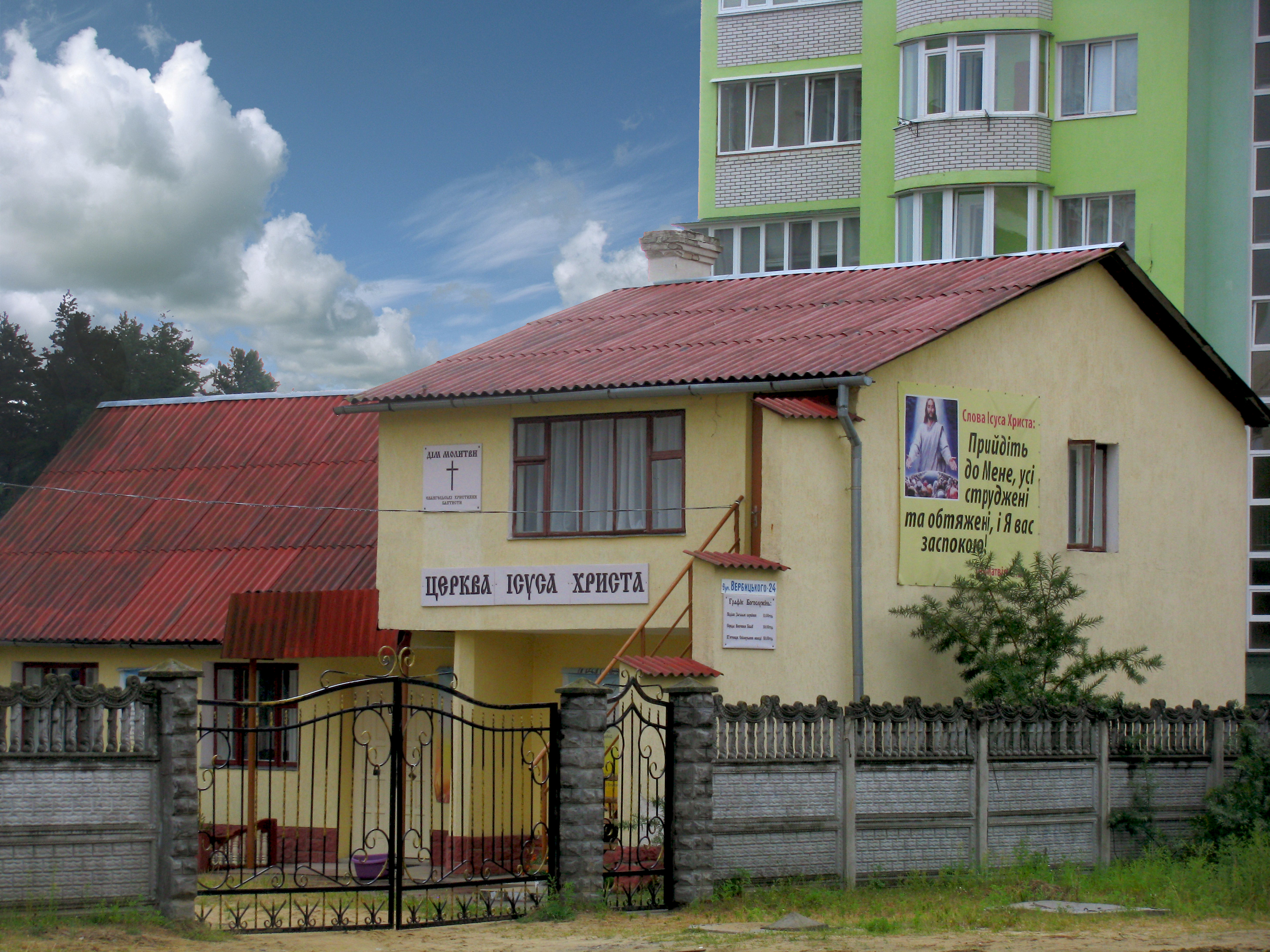
Дім молитви спільноти євангельських християн-баптистів, серпень 2016

### Церква Святих Верховних апостолів Петра і Павла
1989 року в Новояворівську зібралась ініціативна група людей — Володимир Галаник, Михайло Кук, Іван Подольчак, Іван Ходонович, Василь Гривач, Григорій Гасій, Володимир Лозинський. Очолював групу — Володимир Монастирський. Група здійснила спробу зареєструвати релігійну громаду, звернувшись до уповноваженого у справах релігії. У палаці культури «Кристал» були проведені збори громади міста. За створення греко-католицької парафії проголосувало понад 1000 чоловік.
У серпні 1991 року було отримано свідоцтво про реєстрацію релігійної громади.
8 квітня 1990 року (у Вербну неділю) відбулось урочисте посвячення наріжного каменю фундамента храму і раніше встановленого хреста, яке здійснив владика Филимон (Курчаба). Громада вирішила назвати храм на честь святих верховних апостолів Петра і Павла.
Проектно-кошторисну та технічну документацію розроблено на фірмі «Львів Ар Проект». Архітектори — Іван Коваленко і Григорій Калінін.
Квітень 1991 рік — початок будови храму. Роботи виконує будівельна фірма «Яворівбуд» та Яворівське ВО «Сірка». Будова тривала упродовж 1991-96 рр. Керував будівництвом храму Лука Олендій. 2011-го року, зокрема, і за цю будову він отримав відзнаку «Почесний громадянин м. Новояворівськ».
17 грудня 1995 року відбулося відкриття і освячення храму святих верховних апостолів Петра і Павла, яке здійснив владика Василій (Медвіт).
10 грудня 2006 року відбулося освячення престолу і довершено освячення храму, яке здійснив владика Ігор (Возняк), Архієпископ Львівський. Окрім храму до церковного комплексу входить каплиця Різдва Пресвятої Богородиці (побудована у 1989-91 рр.), дзвіниця та монастир отців редемптористів. Обслуговують парафію отці ЧНІ.

### Церква Св. Юра
Стоїть на рівній просторій ділянці південно-західної околиці міста, біля соснового лісу, недалеко траси. Тризрубна, одноверха, поставлена на бетонний фундамент. Її зруби розташовані по осі схід-захід. До вівтаря з обидвох сторін прибудовані ризниці, а вхід до бабинця вкритий великим двосхилим дахом на дерев'яних стовпах. Це накриття розриває піддашшя, яке оточує церкву і переважно опирається на приставні кронштейни. Бічний вхід до церкви влаштований в південній стіні нави. Під опасанням стіни з відкритого зрубу, над опасанням — шальовані вертикально дерев'яною вагонкою. Маківка вінчає приплюснену баню, яка вкриває світловий восьмерик нави. На південь від церкви розташована велика дерев'яна триярусна квадратова дзвіниця, вкрита банею з ліхтарем і маківкою.
Коли радянська влада виселила мешканців села Вільшаниця у зв'язку з розробкою сірчаних кар'єрів, а село пізніше затопили Яворівським морем, церква почала занепадати. У 1993 році, частина колишніх вільшаничан, які проживають тепер у місті Новояворівську вирішила перенести дерев'яну церкву в це місто, на що отримали згоду від міської влади і розпочали роботи по перенесенню святині. З нагоди даної події на церковному подвір'ї встановили дерев'яний хрест з написом:
|  | ПАМ`ЯТКА ПЕРЕНОСУ ЦЕРКВИ СВ. ЮРА 1993 р. |

Роботи по перенесенню завершені у 1996 році. Церква у користуванні громади УГКЦ.

### Церква Покрова Пресв. Богородиці
Церква Покрова Пресв. Богородиці знаходиться в стадії завершення будівництва у м. Новояворівськ Львівської обл.
Церква на 600 парафіян з високою дзвіницею розташована в оточенні багатоповерхової забудови житлового мікрорайону Новояворівська. Центрально п'ятибанна церква запроектована в давніх українських традиціях храмобудування в формі рівнораменного грецького Хреста з притвором і великими Хорами над ним з'єднаним переходом в дах з допоміжними приміщеннями розташованими у дзвіниці. Дзвіниця п'ятиярусна з високою сигнатурою і цокольним поверхом для технічних приміщень. На трьох перших ярусах розміщенні канцелярія, приміщення для хору, архів церкви, і ін. Четвертий ярус займають приміщення теплового вузла. Покриття півсфер куполів передбачені під позолоту. На фасадній стіні головного входу запроектовані ніші для мозаїчних образів та для встановлення кам'яних скульптурних рельєфів Всіх Святих Землі Української. У високому відкритому об'ємі п'ятого яруса передбачено воздвиження дзвонів на багатьох рівнях його конструктивну
Будівництво храму Святої Покрови ведеться від 16 липня 2000 року. Того дня архієпископ Дрогобицький і Самбірський Феодосій освятив його наріжний камінь. Храм будують у стилі українського бароко з елементами архітектурних традицій Карпатського регіону. Архітектор — М. Федик.
Настоятель храму митр. прот. Іоан Березовий. Йому допомагають — протоієрей Іоан Цап та ієрей Назарій Колиняк.
Церква у користуванні громади ПЦУ.

### Церкви християн віри євангельської України
Церква християн віри євангельської у м. Новояворівську як юридична одиниця одержала державну реєстрацію 27 вересня 1995 року. Місцева громада має власний Дім Молитви, що розташований за адресою: м. Новояворівськ, вул. Т.Шевченка, 7а, збудований у вигляді ковчегу.
24 червня 2001 року відбулося посвячення Дому Молитви для проведення богослужінь.
У місцевій громаді працює недільна школа, ляльковий та драматичний театр, музично-співочий гурт «Світло правди», хори.
Місцева громада Церкви ХВЄ веде активне суспільне життя: щорічно проводить дитячі літні табори для дітей міста, у ПК «Кристал» функціонує християнський спортивний клуб «AWANA». Церква проводить багаторічну працю з дітьми сиротинців та інтернатів району та області, профілактичні заходи «Правда про наркотик» серед учнів навчальних закладів району, веде роботу з алко- та наркозалежними людьми, долучилась до волонтерської підтримки військовиків та потерпілим внаслідок військових дій на сході України.

### Спільнота Євангельських Християн-Баптистів
Дім молитви спільноти євангельських християн-баптистів м. Новояворівськ знаходиться по вул. Вербицького 24.

## Культура

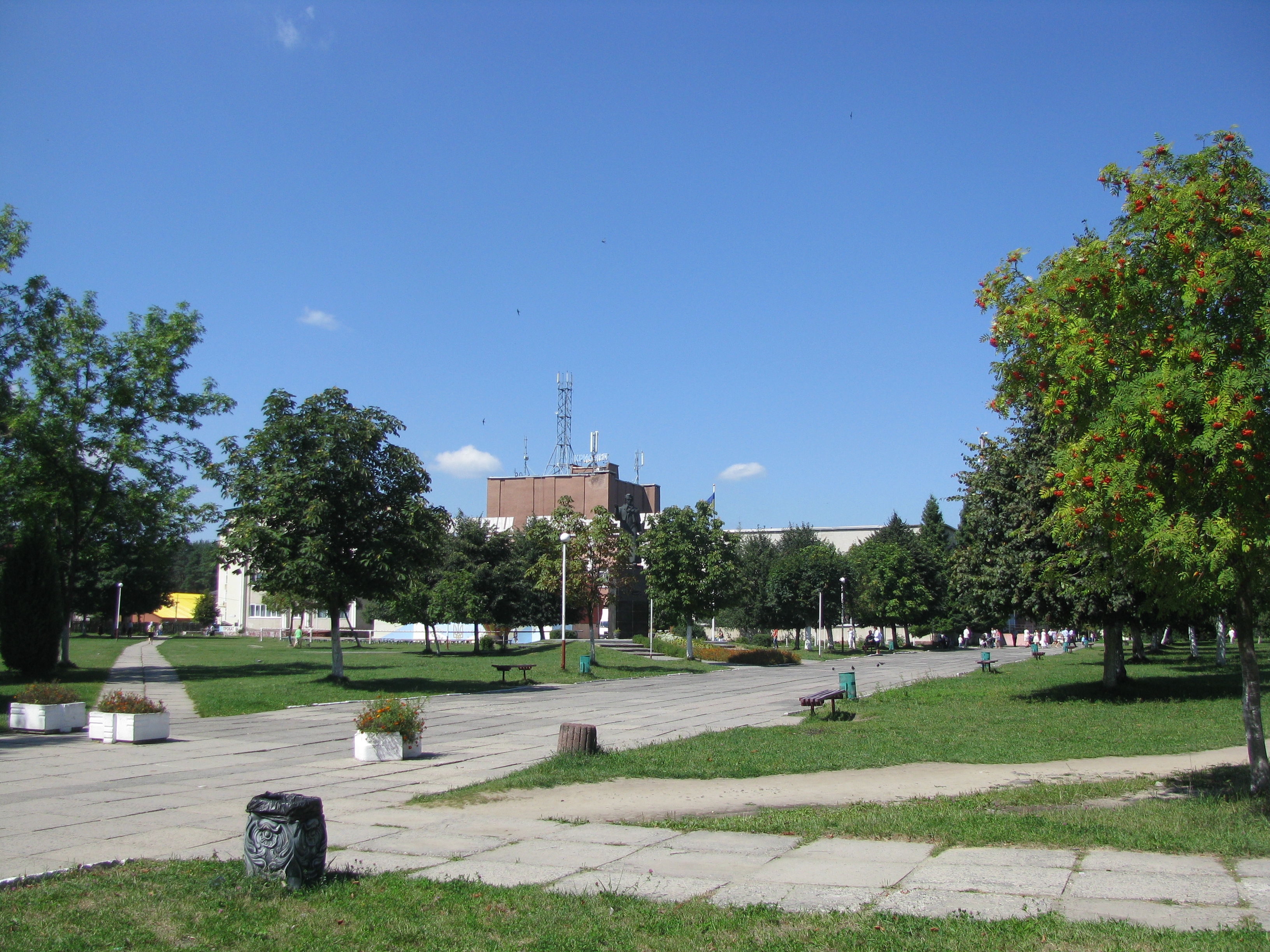
Головна площа міста, позаду Палац культури «Кристал»

Центром культурного життя міста є Палац культури «Кристал». У ньому проходять найважливіші заходи соціально-політичного життя, економічні форуми, різноманітні виставки, концерти естрадних і хорових колективів, зірок естради, працюють хорові колективи, танцювальні гуртки, циркова студія, телестудія, бібліотека.
У 1992 році був створений фестиваль «Молода Галичина», спочатку як регіональний, а згодом всеукраїнський, який проводиться щороку 7—12 липня в Палаці культури «Кристал». В 2009 році фестиваль отримав статус Міжнародного. За роки існування фестиваль «Молода Галичина» набув великого значення в сучасному мистецькому житті України і по праву вважається одним з найкращих молодіжних фестивалів. Для Новояворівська — це не просто візитна картка, а й неповторне пісенне свято, учасниками якого є молоді виконавці з усіх регіонів України та зарубіжжя. «Молода Галичина» дала добрий старт у професійний світ мистецтва відомим сьогодні зіркам української естради та шоу-бізнесу, таким як Катерина Бужинська, Наталія Бучинська, Катя Chilly, Тетяна Ліберман (Тіна Кароль), Оксана Грицай (Міка Ньютон), композитори Тимур Усманов, Руслан Талабіра та інші. Кожного року фестиваль «Молода Галичина» приймає своїх почесних зіркових гостей — відомих українських композиторів та поетів, популярних артистів, митці. Серед почесних гостей тут виступали Піккардійська терція, Гайдамаки, Mad Heads, Руслана, Василь Зінкевич, Назарій Яремчук, Степан Галябарда, Тарас Петриненко, Оксана Білозір, Ані Лорак, Гайтана, Олександр Пономарьов, гурт «Скрябін». Переможцем першої «Молодої Галичини» став Михайло Хома, сьогодні відомий як DZIDZIO.
Наприкінці 80-х в палаці культури «Кристал», на «уламках» ряду місцевих рок-гуртів утворилась студія «Sпати» (Студія Патологічної Тиші), з якої почали свій творчий шлях відомий співак і шоу-мен, лідер гурту «Скрябін» Андрій Кузьменко, продюсер, колишній учасник гурту «Скрябін» Ростислав Домішевський та Сергій Гера (Шура; учасник гуртів «Скрябін» (1989—2003), «Друга Ріка» (2003—2005) та гурту «Dazzle Dreams» (з 2005).
У Новояворівську починали свій творчий шлях:
- Назар Бійчук — популярний ведучий радіо Lux FM (Львів), шоу-мен.
- Михайло Хома — відомий, спочатку як вокаліст поп-фолк гурту «Друзі», пізніше як співак і шоу-мен DZIDZIO.

## Спорт

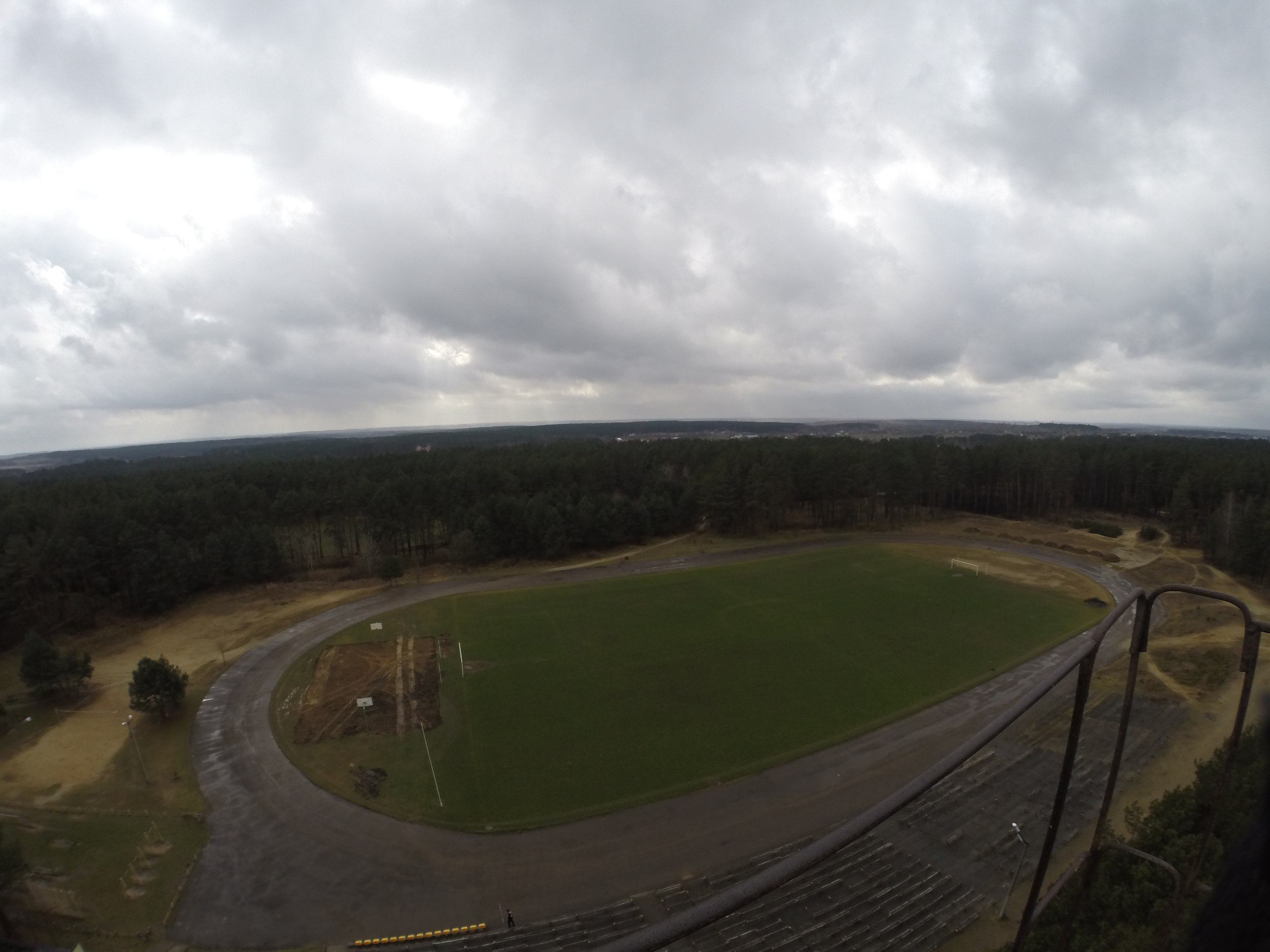
Стадіон імені Олега Русина, база для футбольного клубу «Гірник»
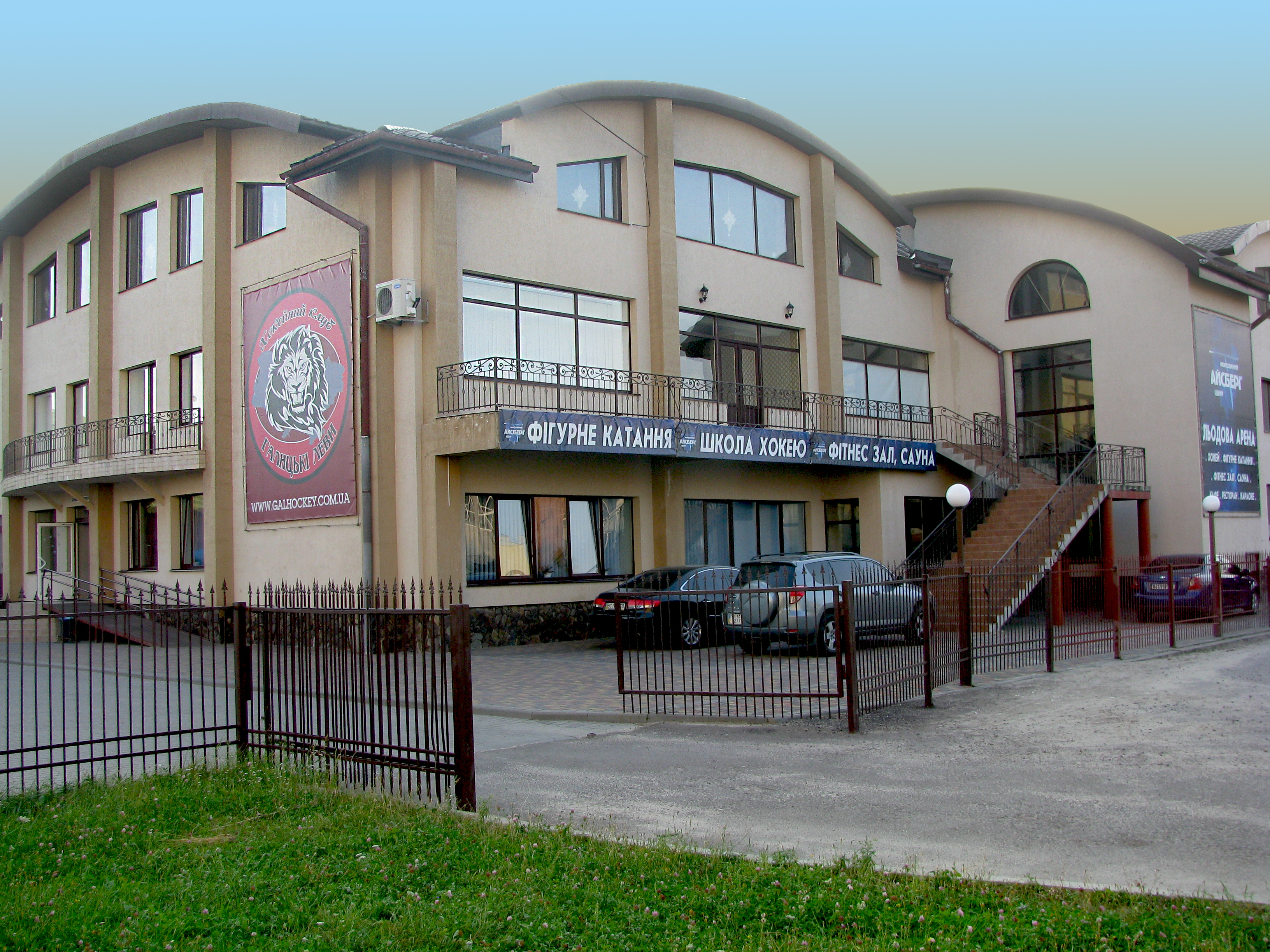
Льодовий палац
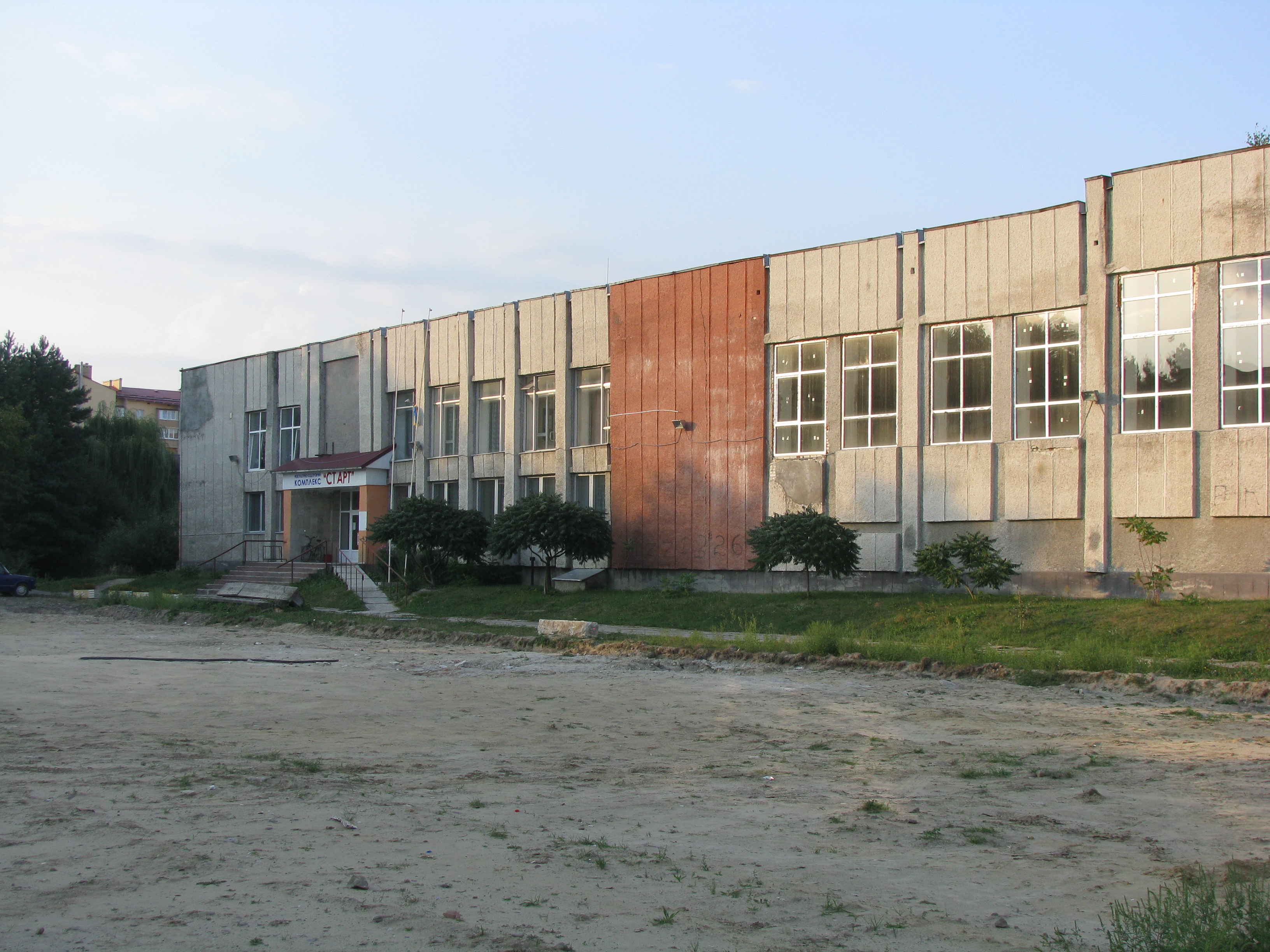
Фізкультурно-оздоровчий комплекс «Старт»

У місті активно розвиваються різні види спорту, особливо біатлон, футбол, бокс, велоспорт (до 1996 р.)
26 січня 1979 року, згідно з постановою Львівської обласної ради профспілок при профкомі Яворівського ВО «Сірка» було створено дитячо-юнацьку спортивну школу «Янтар». Основними спортивними дисциплінами були біатлон і велоспорт.
З 1 серпня 1996 року спортивна школа перейшла на баланс Новояворівської міської ради та почала працювати у структурі фізкультурно-спортивного товариства «Україна». Через фінансові труднощі прийшлось відмовитись від велоспорту, замінивши його на менш витратний футбол.
9 листопада 2006 року ДЮСШ «Янтар» присвоїли статус Спеціалізованої дитячо-юнацької школи олімпійського резерву «Янтар» із біатлону. Нині в школі сформовано 26 навчально-тренувальні групи (із них 15 біатлонних), у яких навчаються 327 учнів (169 із них займаються біатлоном). Загальна площа адміністративного приміщення школи становить 360 м кв., площа тиру з навчальним класом і тренерською кімнатою — 420 м кв.
В лісовому масиві, біля Новояворівська, СДЮШОР «Янтар» має: стрільбище, заасфальтовані лиже-ролеві траси, зимою прокладаються лижні траси. За час свого існування СДЮШОР «Янтар» підготувала 1 майстра міжнародного класу, 18 майстрів спорту, 35 міжнародних майстрів спорту, 90 першорозрядників, 2,5 тис. майстрів масових розрядів. Вихованцем СДЮШОР «Янтар» є Віталій Кільчицький, бронзовий призер чемпіонату світу з біатлону серед юніорів.
По вул. Степана Бандери, 6 працює спортивно-оздоровчий комплекс «Старт». У спорткомплексі є великий критий спортивний зал, тренажерний зал та найбільший у місті басейн.
28 квітня 1995 року на базі секції боксу при Новояворівській СШ № 2 створений боксерський клуб «Січовик». Серед його вихованців є переможці багатьох міжнародних турнірів, кандидати у майстри спорту, учасники збірної України.
З 3 листопада 2000 р. у приміщенні Палацу культури «Кристал» працює шаховий клуб.
У місті є футбольний стадіон «Розточчя», який є базою для місцевого клубу «Гірник», учасника прем'єр-ліги чемпіонату Львівської області. Тут перші кроки у своїй кар'єрі зробили український футболіст Василь Прийма та футзаліст Роман Вахула.
Хокей у Новояворівську
20 листопада 2009 року в місті було відкрито Льодовий палац, він став найсучаснішим льодовим майданчиком Львівщини. Тут проводила свої домашні матчі команда ХК «Леви» (Львів) виступаючи у «Професіональній хокейній лізі» та «Чемпіонаті України з хокею сезону 2013—2014».
У Льодовому палаці проводив свої ігри «ХК „Явір“» (Яворів), виступаючи у «Західноукраїнській аматорській хокейній лізі» та в «Чемпіонаті Львівської області з хокею».
Нині Льодовий палац є домашньою ареною для ХК «Галицькі леви» (Новояворівськ), котрий виступає у «Чемпіонаті України з хокею» U-16 та U-13 а також у «Карпатській молодіжній хокейній лізі».

## Відомі люди

### Народилися
- Ростислав Домішевський (1971) — музикант, продюсер, колишній учасник гурту «Скрябін».
- Сергій Гера (1974) — музикант, колишній учасник гурту «Скрябін».
- Олена Олефіренко (1978) — веслувальниця, чемпіонка Європи, учасниця двох Олімпіад.
- Адріана Галецька (1978) — художниця-живописець.
- Михайло Хома (1983) — співак, фронтмен гурту «DZIDZIO».
- Тарас Мисик (1984—2014) — старший солдат Збройних сил України, загинув у 2014-му в ході Війни на сході України.
- Віктор Сігаєв (1984—2015) — прапорщик Збройних сил України, загинув у 2015-му в ході Війни на сході України.
- Віталій Кільчицький (1988) — біатлоніст, учасник та призер Універсіади, Чемпіонату Європи, Кубку світу з біатлону.
- Василь Прийма (1991) — футболіст.
- Назарій Русин (1998) — футболіст.

### Проживали
- Андрій Кузьменко (1968—2015) — співак, телеведучий, продюсер, лідер гурту «Скрябін».
- Роман Варениця (1978—2014) — активіст Євромайдану, загинув в лютому 2014-го в ході зіткнень у Києві.
- Віталій Коцюба (1982—2014) — активіст Євромайдану, загинув в лютому 2014-го в ході зіткнень у Києві.
- Сергій Карабін (1983—2015) — солдат Збройних сил України, загинув у 2015 в ході Війни на сході України.